# Верещагін Василь Васильович
Василь Васильович Верещагін (нар. 26 жовтня 1842, Череповець, Новгородська губернія, Російська імперія — пом. 31 березня 1904, біля Порт-Артура) — російський художник-баталіст.
Брав участь в укладанні альбому «Живописна Україна» (разом з Л. Жемчужниковим, 1862).

## Життєпис
Народився в сім'ї поміщика. У віці дев'яти років вступив до Морського кадетського корпусу. Після закінчення цього закладу та короткотривалої служби вийшов у відставку.
Мав трьох братів; усіх їх відправили до військово-навчальних закладів. Молодші, Сергій і Олександр, стали професійними військовиками; старший, Микола — громадським діячем.

## Навчання
Після виходу у відставку поступив в Петербурзьку академію мистецтв, де вчився в 1860—1863 у А. Т. Маркова, Ф. А. Моллера і А. Е. Бейдемана. Закінчивши академію, поїхав на Кавказ, де пробув близько року. Потім поїхав у Париж, де вчився і працював під керівництвом Жерома (1864—1865). У березні 1865 повернувся на Кавказ і продовжив писати з натури.
Восени 1865 відвідав Петербург, потім знов повернувся до Парижа, щоб продовжити навчання. Зиму 1865—1866 провів, навчаючись у Паризькій академії. Весною 1866 повернувся на батьківщину, завершивши своє офіційне навчання.

## Запрошення у Туркестан
У 1867 Костянтин Кауфман, генерал-губернатор Туркестану та командувач російських військ у Середній Азії, запрошує художника до себе на службу — той перебуває при генералові в чині прапорщика. У серпні 1867 Верещагін відправляється в Ташкент і Самарканд. Брав участь в обороні обложеного Самарканда, був поранений і отримав орден Святого Георгія 4-го класу «В воздаяние за отличие, оказанное во время обороны цитадели г. Самарканда, с 2 по 8 Июня 1868 года.»
У кінці 1868 художник їде до Петербурга, звідти до Парижа, а потім знову повертається в Петербург. У 1869 він за сприяння Кауфмана організовує в столиці «туркестанську виставку» своїх робіт. Після закінчення виставки Верещагін знову їде до Туркестану, цього разу через Сибір.

## Мандри

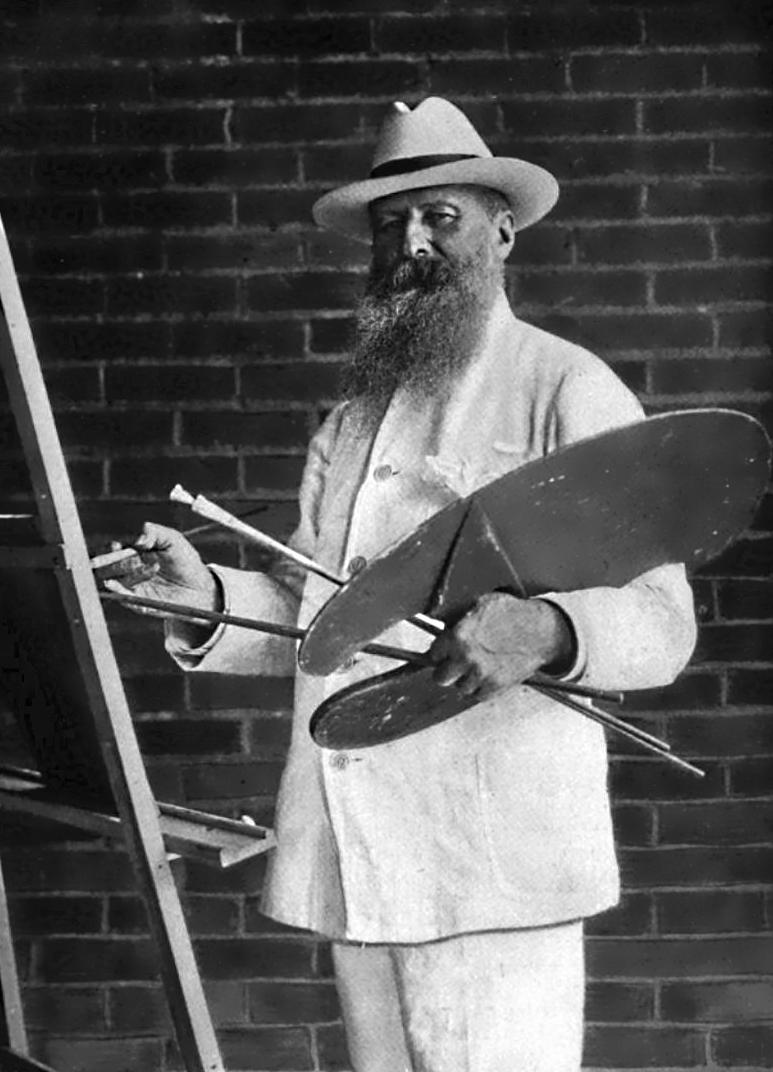
Верещагін за мольбертом, 1902

У 1871 переїхав у Мюнхен і почав працювати над картинами за східними сюжетами. У 1873 влаштував персональну виставку «туркестанських» творів у Кришталевому палаці в Лондоні. Весною 1874 відбулася виставка в Петербурзі. Після виставки майже два роки жив в Індії, виїжджаючи також в Тибет. Весною 1876 повернувся до Парижа.
Дізнавшись весною 1877 про початок російсько-турецької війни, негайно відправився до регулярної армії, залишивши в Парижі свою майстерню, і був зарахований до складу ад'ютантів головнокомандувача Дунайської армії з правом вільного пересування у військах, але без казенного утримання. Брав участь у деяких битвах. У червні 1877 отримав важке поранення.
У 1882—1883 знову подорожував Індією. У 1884 відвідав Сирію і Палестину, по чому створив картини на євангельські сюжети.
У 1901 відвідав Філіппінські острови, в 1902 — США і Кубу, в 1903 — Японію.
Був номінантом на звання лауреата першої Нобелівської премії миру в 1901. Був особистим другом президента США Теодора Рузвельта, протягом багатьох років дружив з Іваном Тургенєвим, Львом Толстим, Томасом Едісоном, Хосе Марті, Ернстом Геккелем, Іллєю Рєпіним.

## Несподівана смерть
У 1904, з початком російсько-японської війни, відправився на фронт.
Загинув в битві під Порт-Артуром у результаті підриву на міні броненосця «Петропавловськ» разом з адміралом Степаном Макаровим.

## Живопис

Барельєф на музеї ім. Василя Верещагіна в Миколаєві

- «Релігійна процесія на святі Мохаррем в Шуші» (1865)
- «Вулиця в селі Ходжагенті» (1868)
- «Колишнє укріплення Кош-Тигермень» (1868)
- «Хід в зиндан (підземна в'язниця) в Самарканді» (1868)
- «В'їзд у місто Катта-Курган» (1868)
- «Після поразки (Переможені)», 1868
- «Руїни театру в Чугучаку» (1869)
- «Киргизькі кибитки на річці Чу» (1869)
- «Жебраки в Самарканді» (1870)
- «Політики в опіумній крамничці. Ташкент» (1870)
- «Дервіші у святковому вбранні. Ташкент» (1870)
- «Хор дервішів, що просять милостиню. Ташкент» (1870)
- «Варвари» — до неї входять картини «Видивляються» (1873), «Нападають зненацька» (1871), «Оточили — переслідують…» (1872), «Представляють трофеї» (1872), «Тріумфують» (1872).
- «Двері Тимура (Тамерлана)» (1871—1872)
- «Мавзолей Тадж-Махал в Агрі» (1874—1876)
- «Шлях військовополонених», 1879, (Бруклінський музей, Нью-Йорк)
- «Після атаки. Перев'язний пункт під Плевною», 1881
- «В турецькій покійницькій», 1881
- «Придушення індійського повстання англійцями» (бл. 1884)
- «Тифліс» (зібрання (колекція) Градобанку, Київ)

## Обрані картини Верещагіна

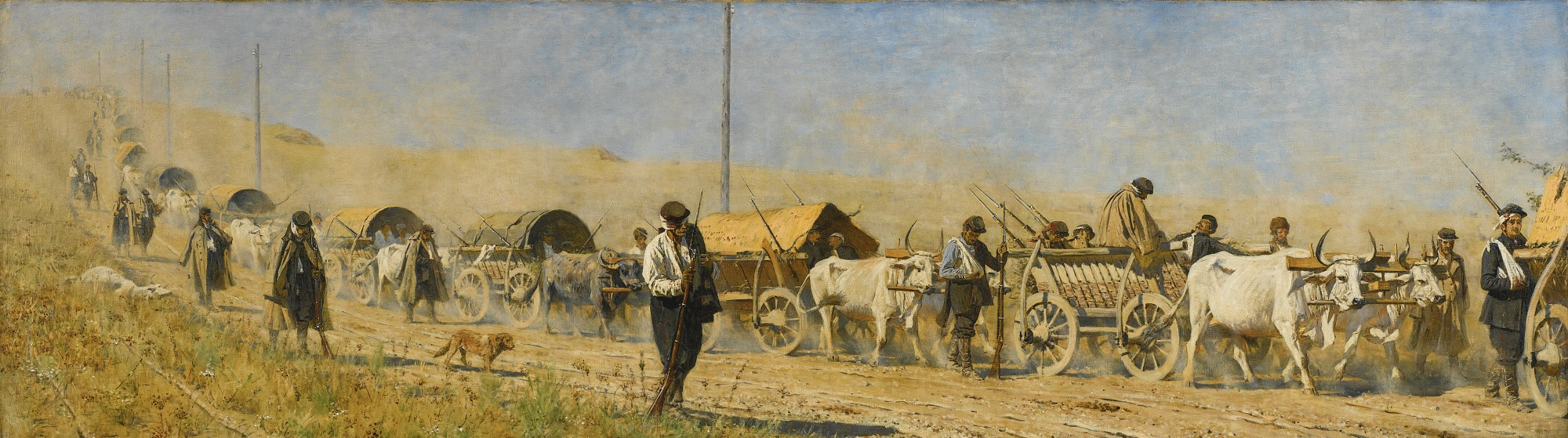
«Вивозять поранених з поля бою», до 1888

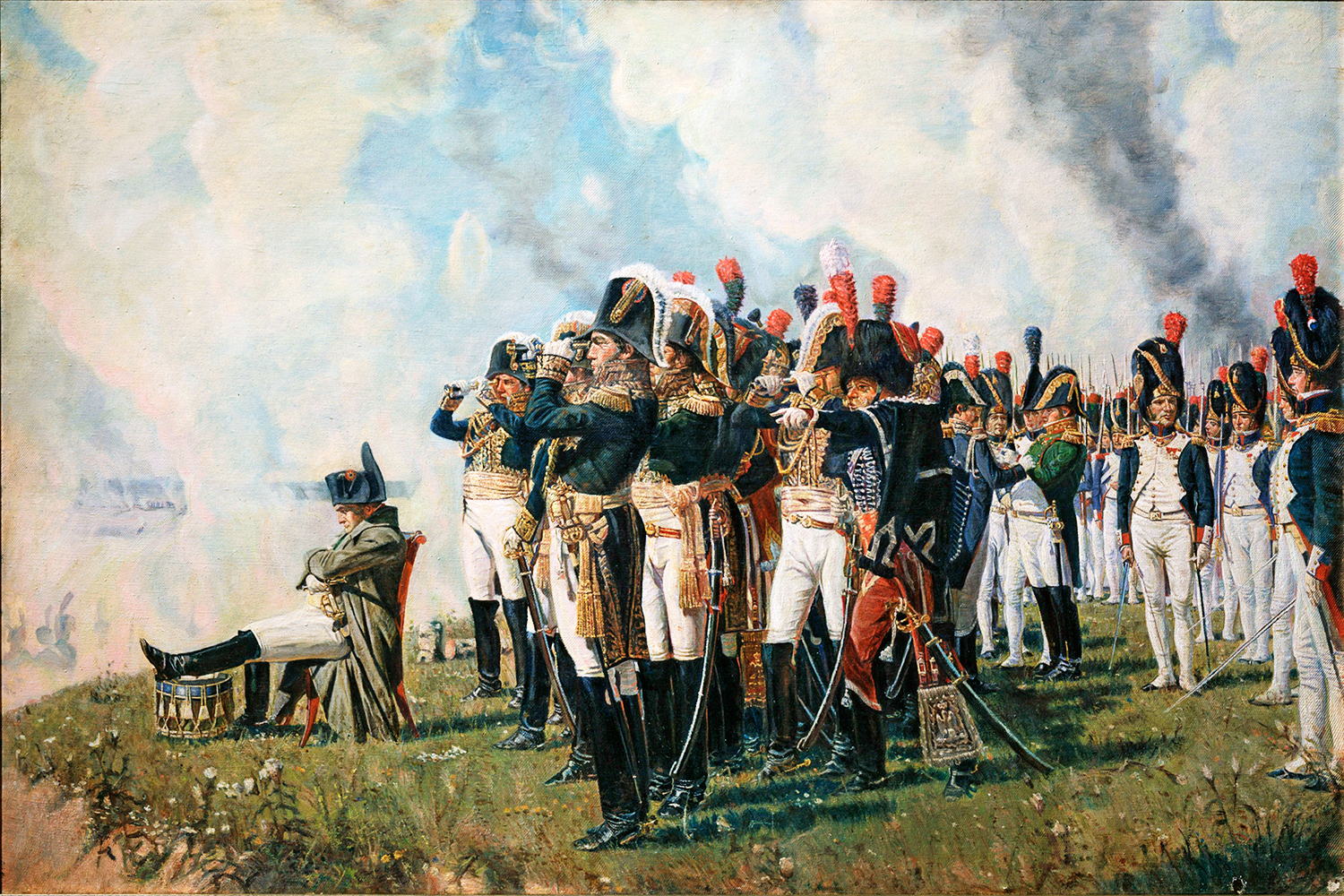
Наполеон на Бородінських висотах, 1897
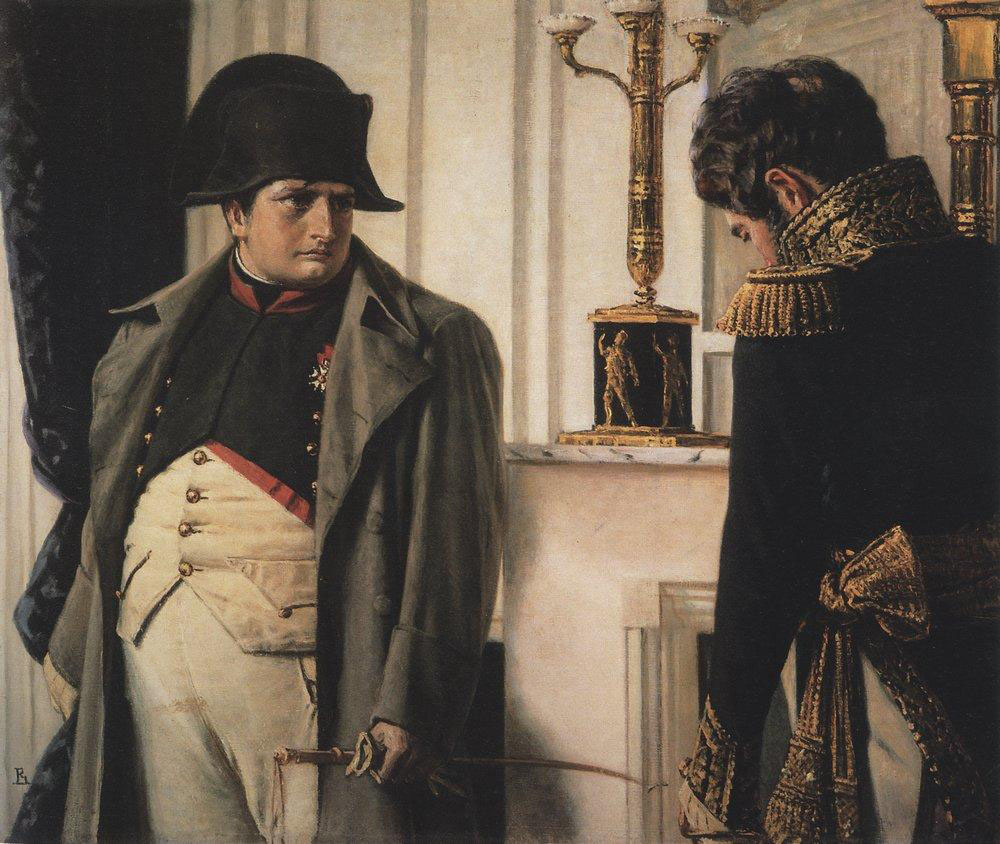
Наполеон і маршал Лорістон («Мир будь-що-будь!»), 1899-1900
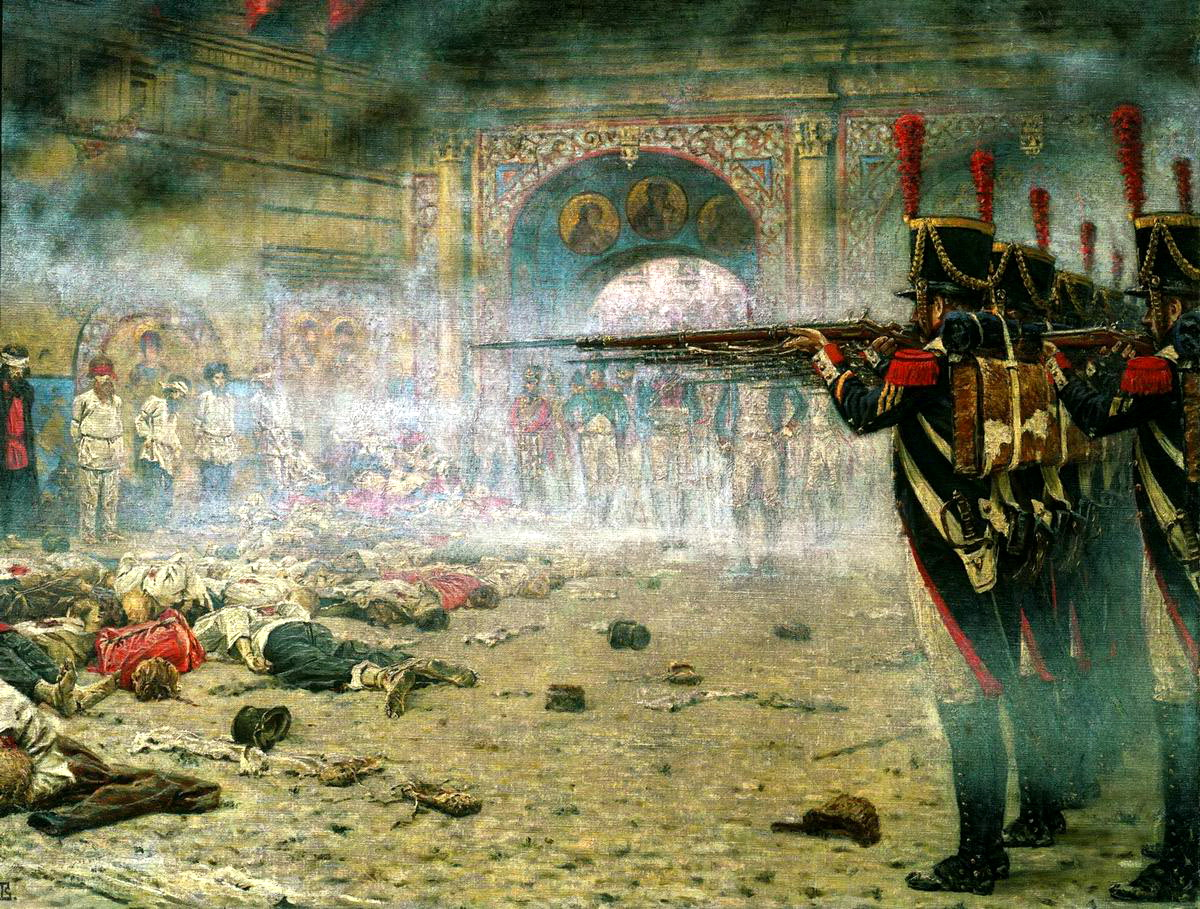
У підкореній Москві («Підпалювачі» або «Розстріл у Кремлі»), 1887-1888
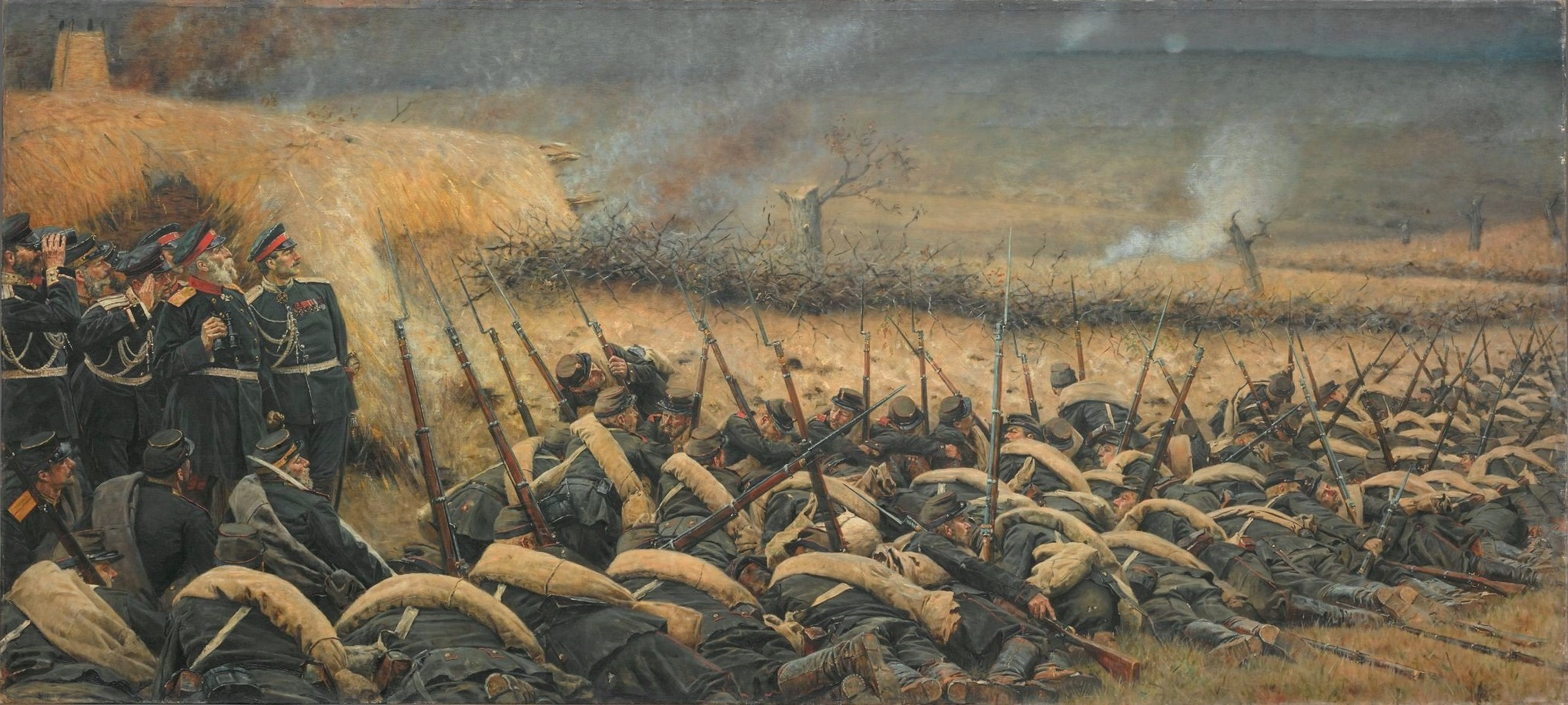
Перед атакою. Під Плевною, 1881
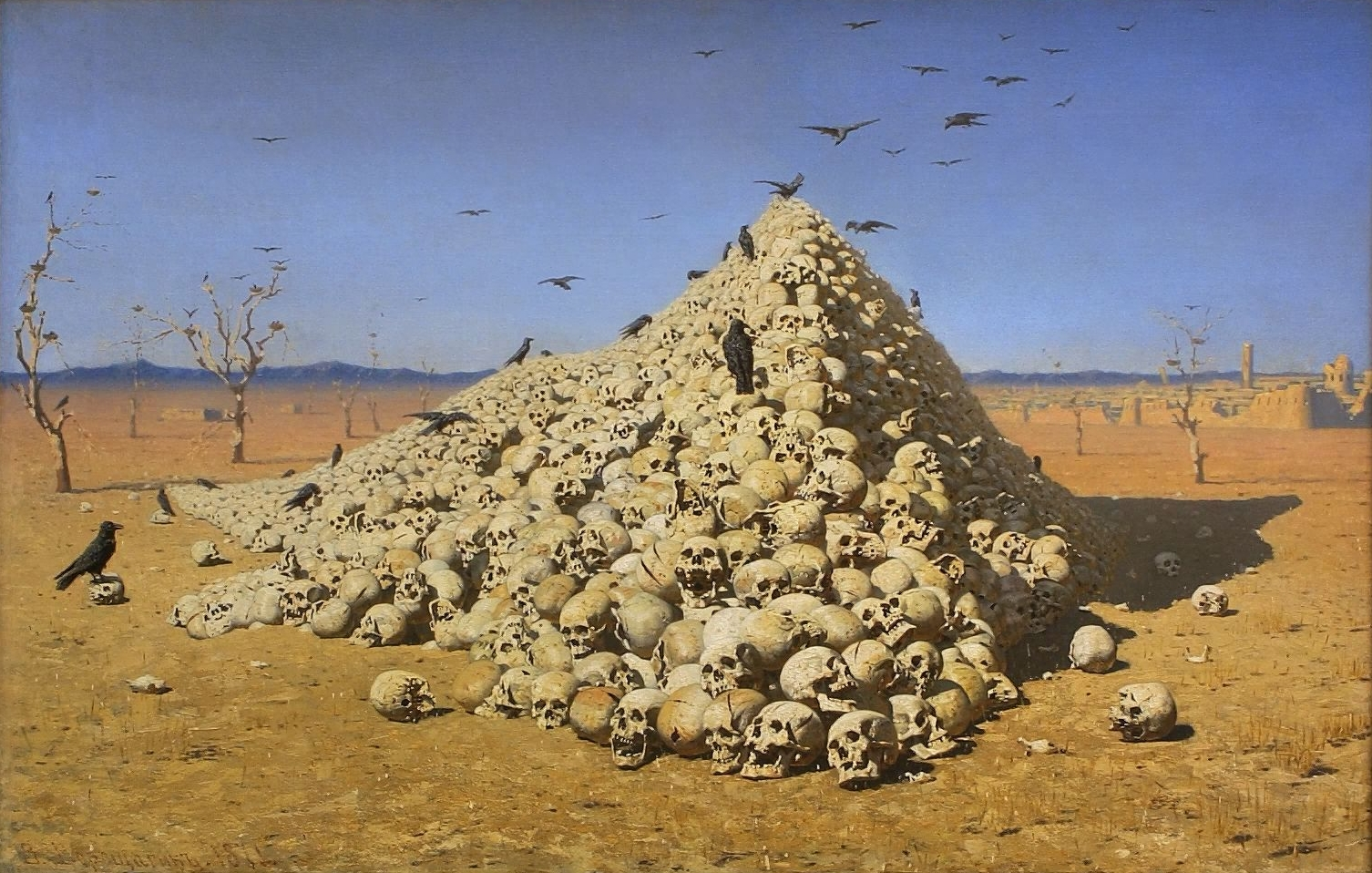
Апофеоз війни, 1871-1872, Третьяковська галерея
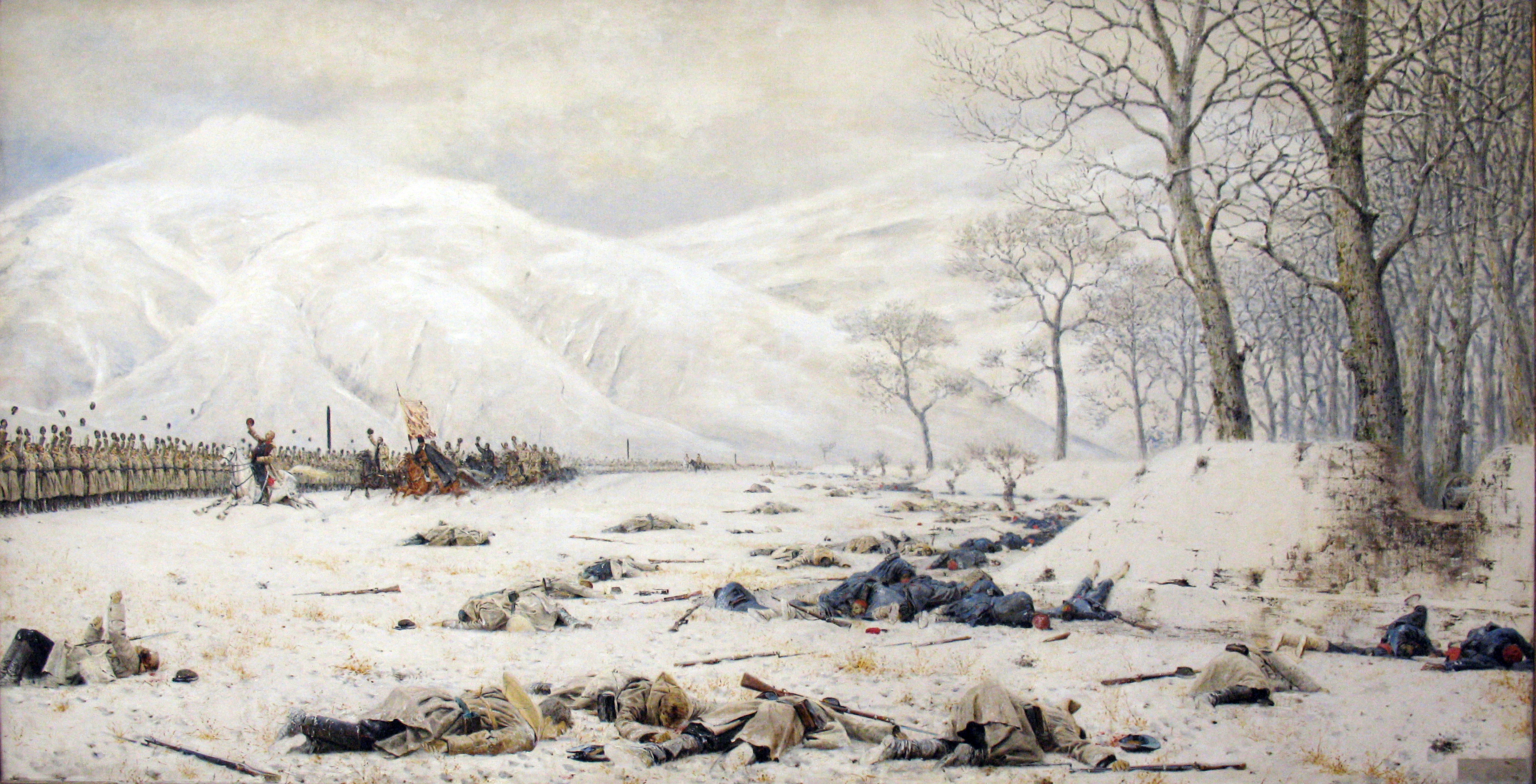
Шипка-Шейново. Скобелєв під Шипкою
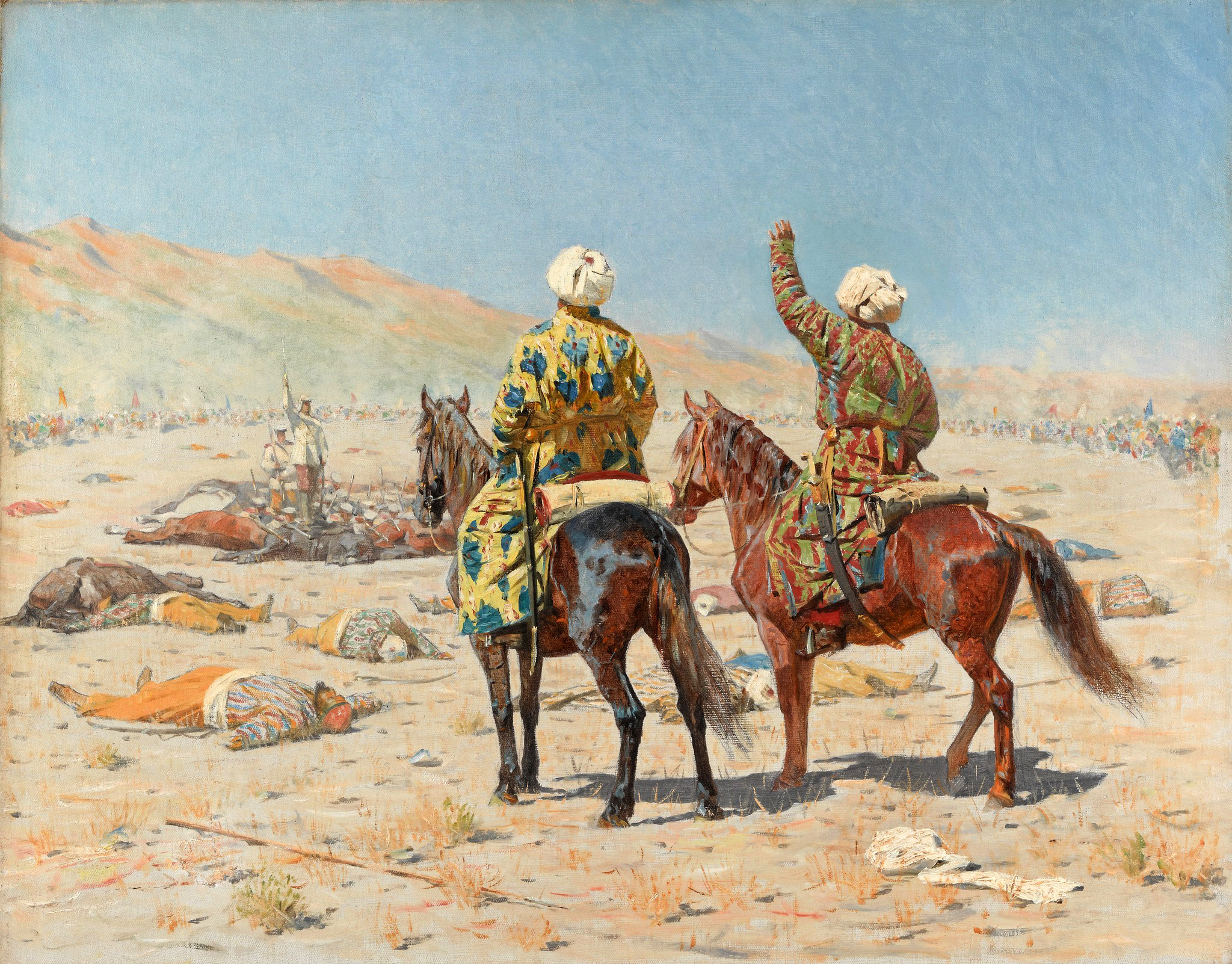
Про війну, 1873, Третьяковська галерея
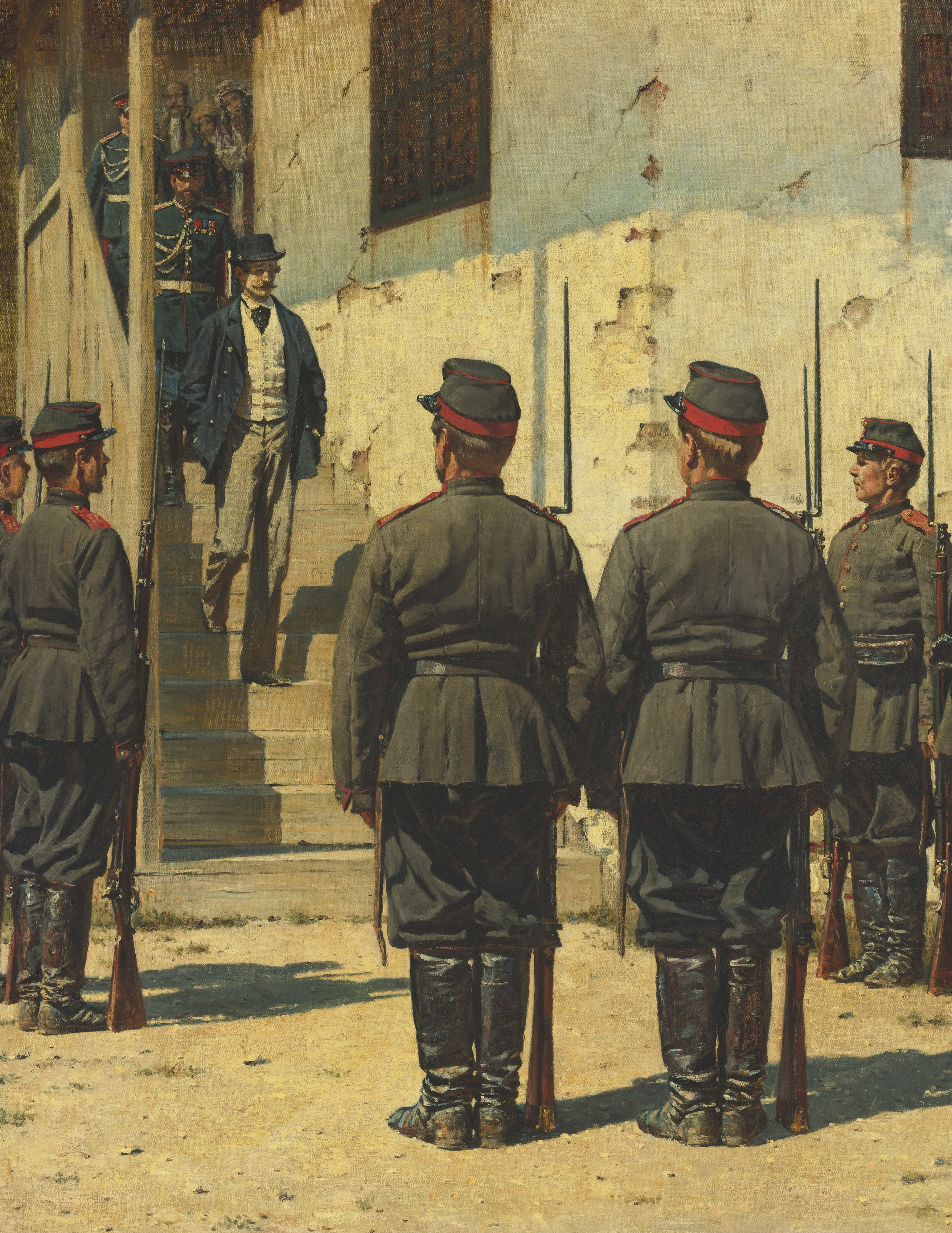
Шпигун, Київська картинна галерея
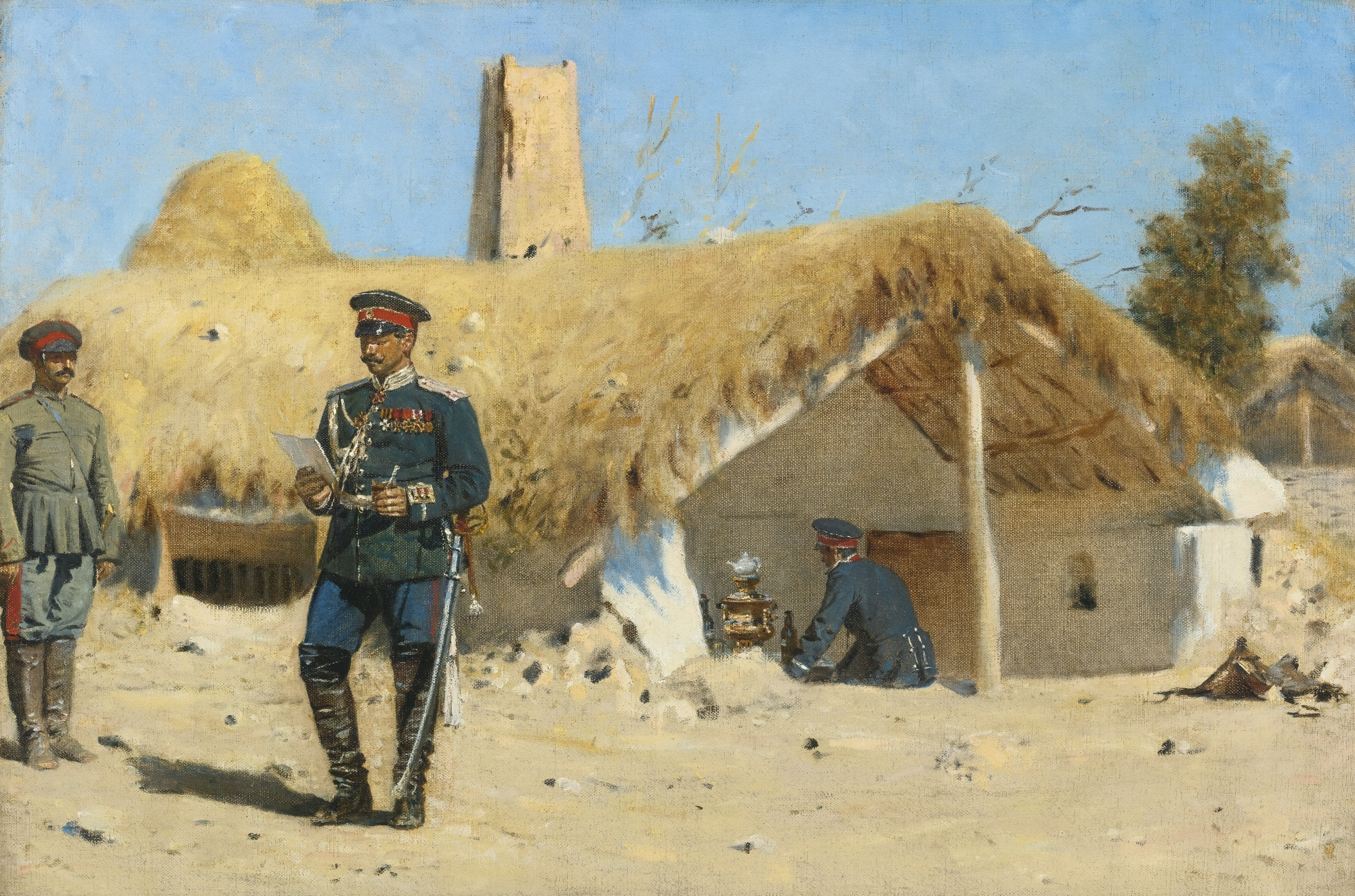
Ад'ютант
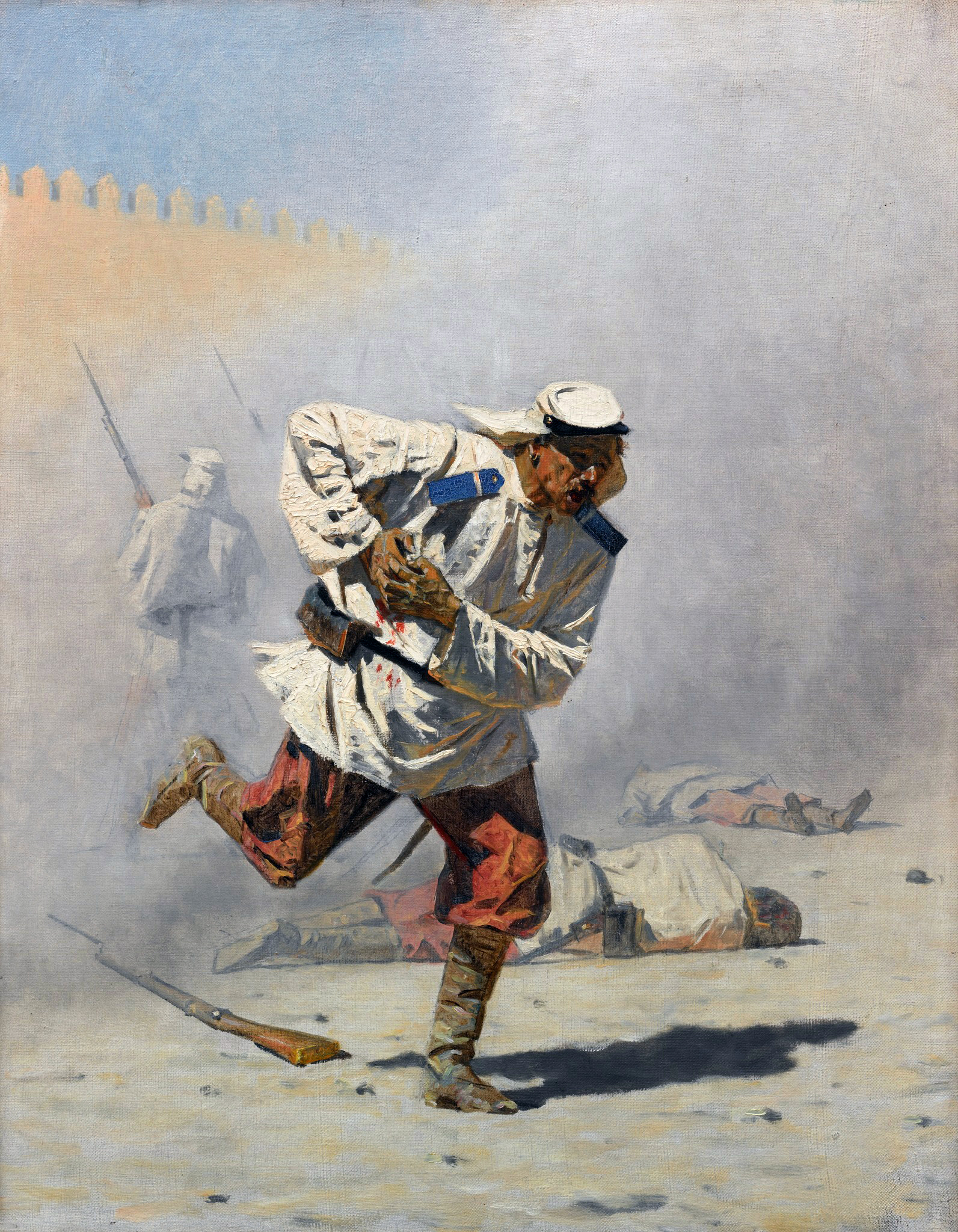
Смертельно поранений, 1873
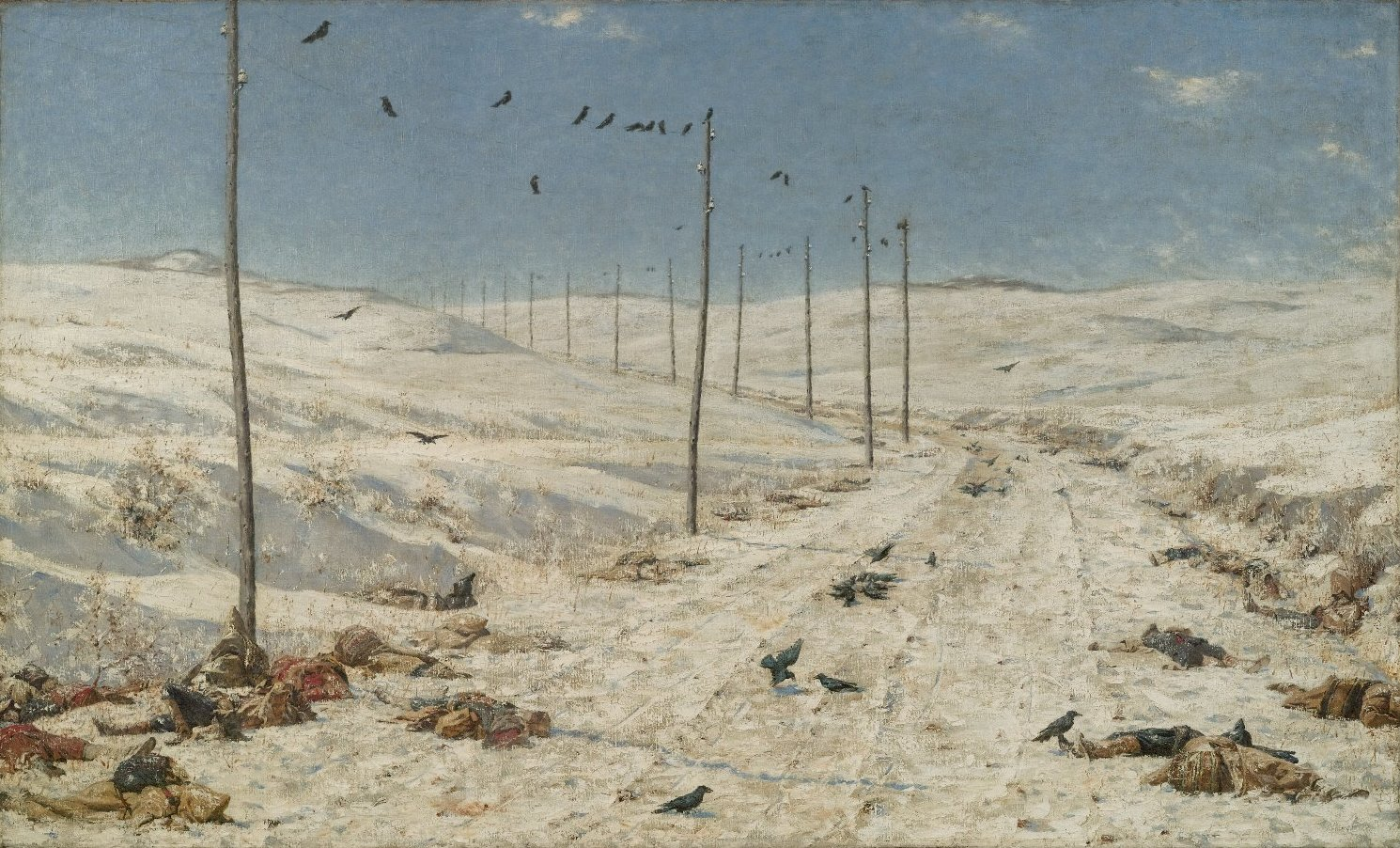
«Шлях військовополонених», 1879, Бруклінський музей
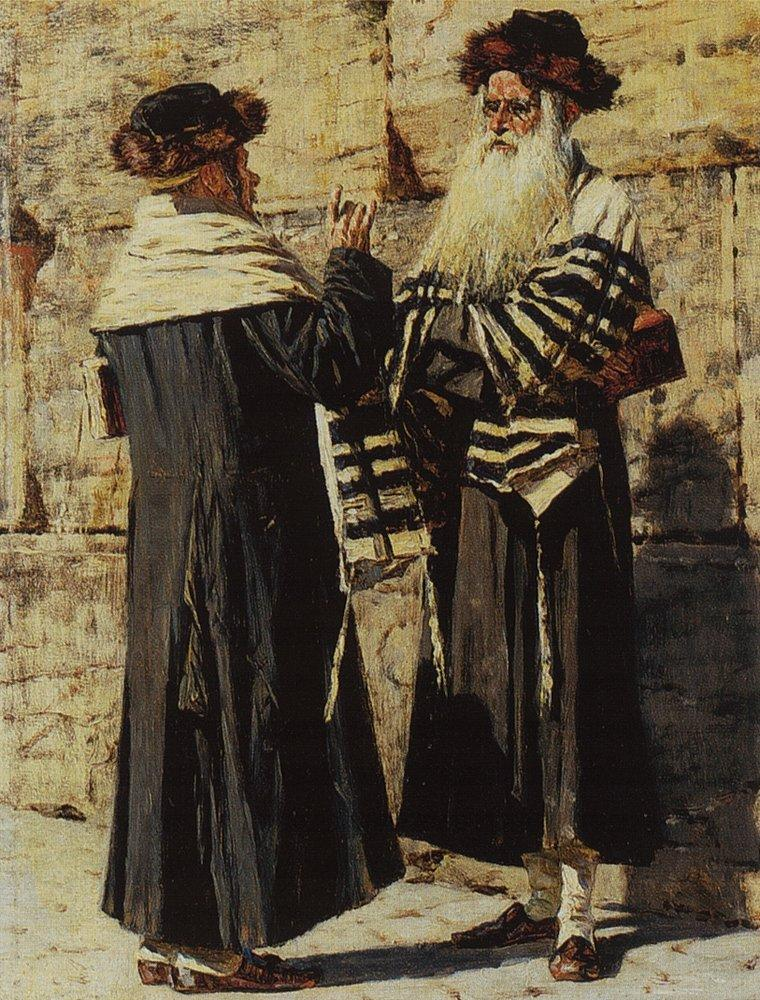
Два євреї, 1883-1884
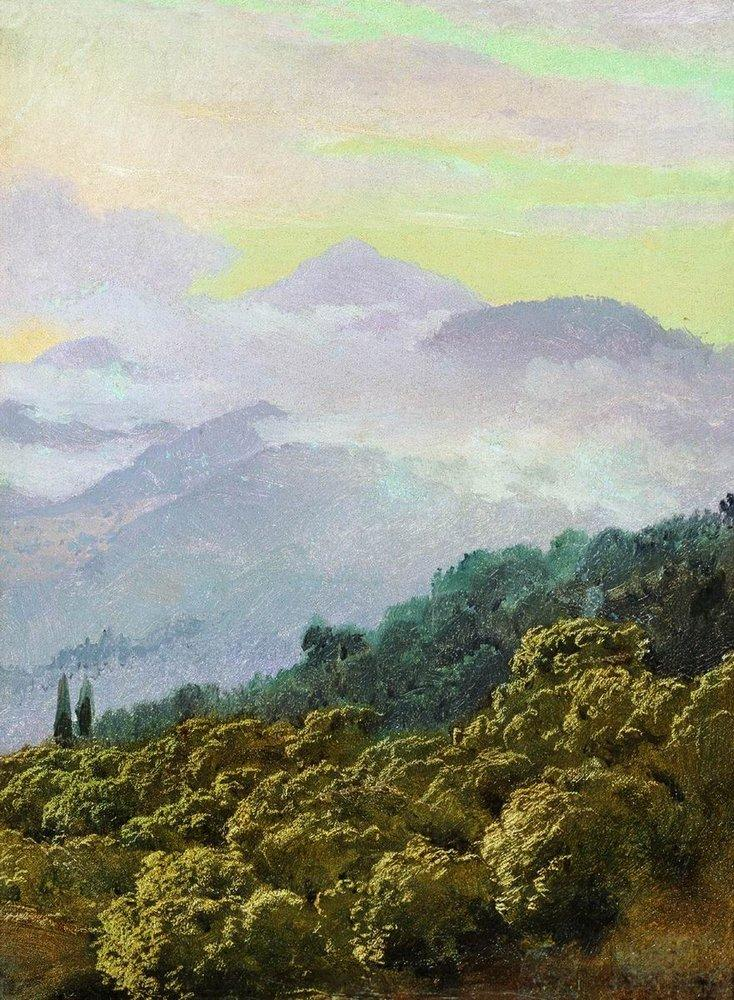
Вид на Кримські гори
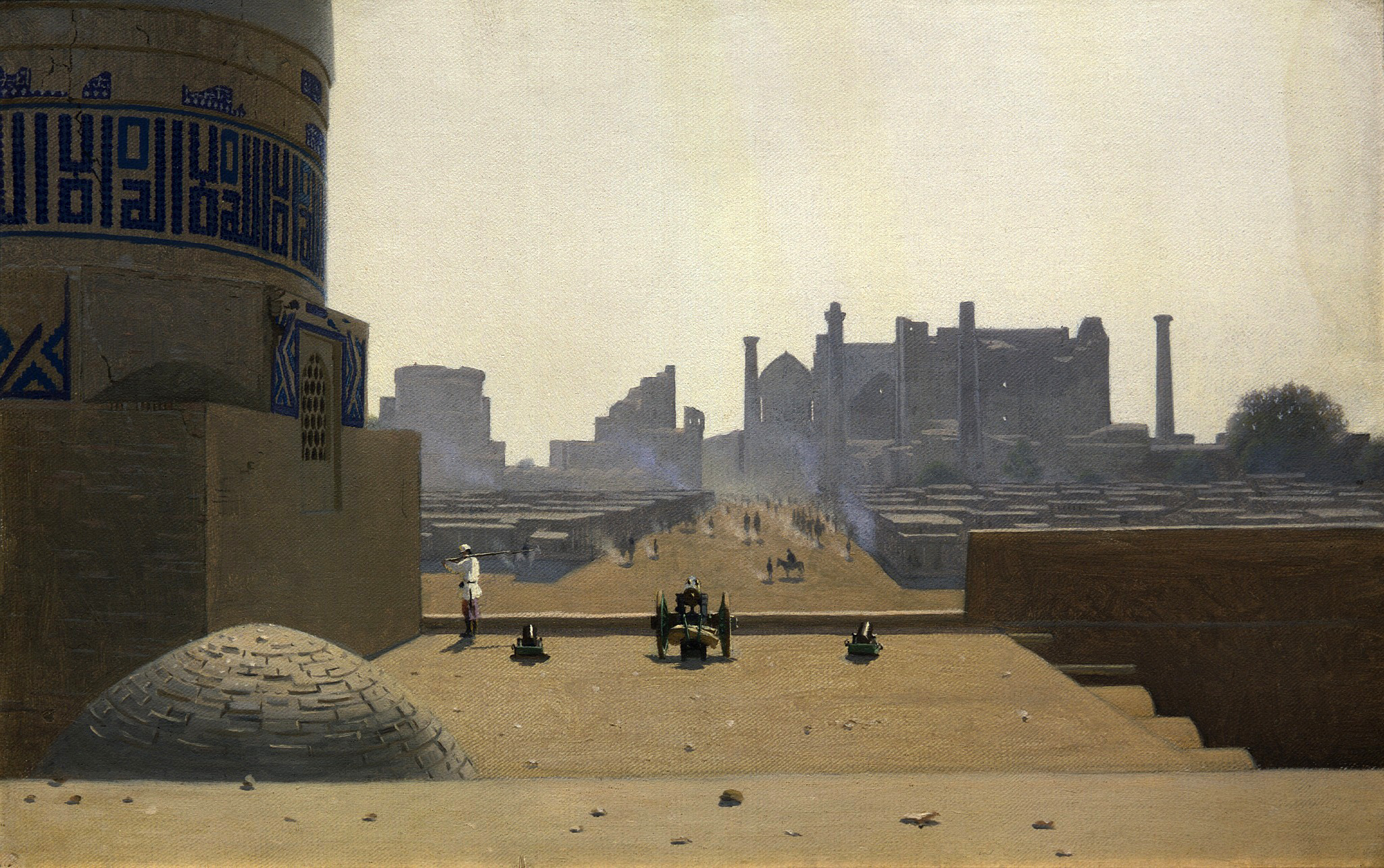
Головна вулиця в Самарканді з висоти цитаделі рано вранці, 1869-1870
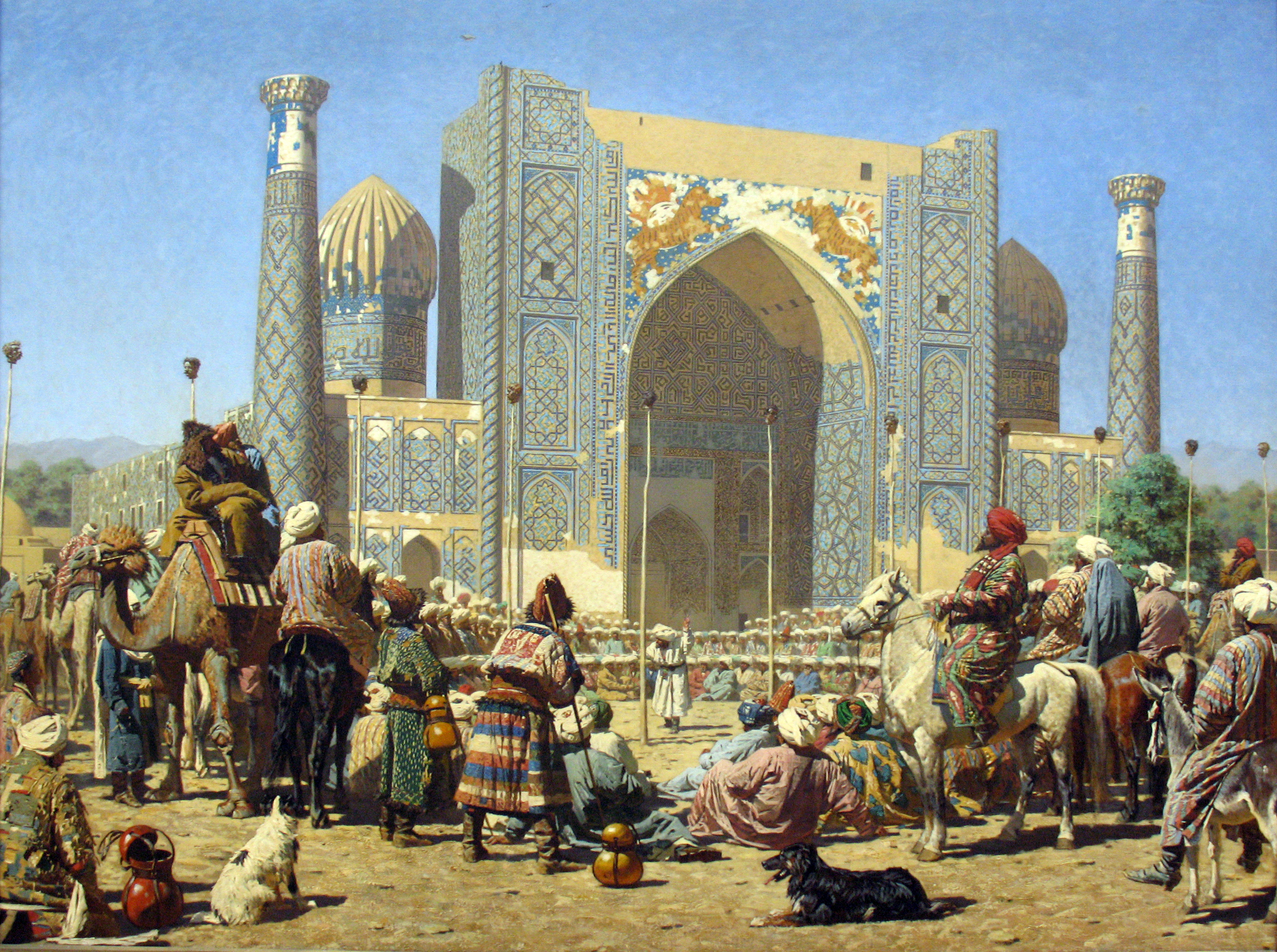
Торжествують,1872
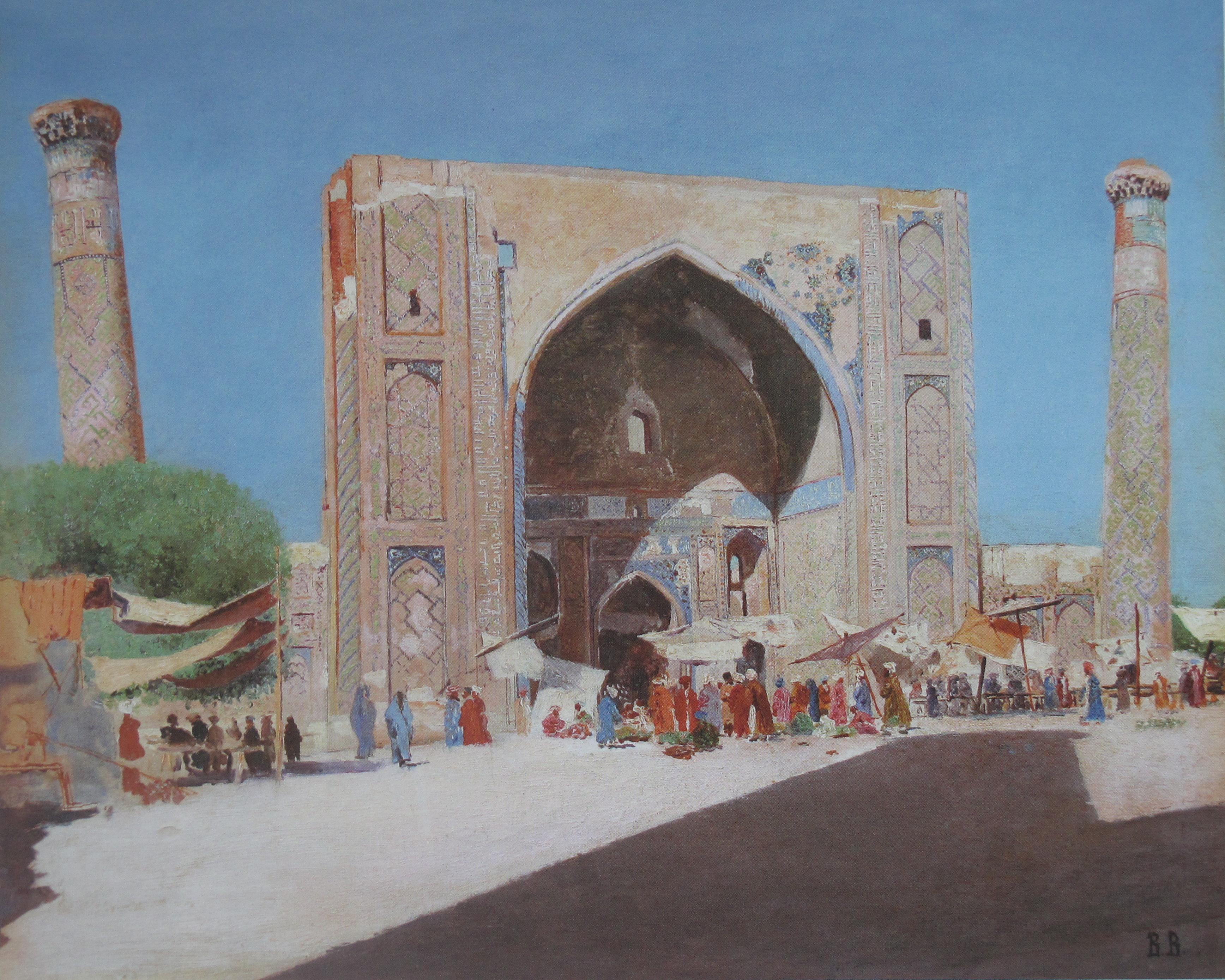
Самарканд, 1869
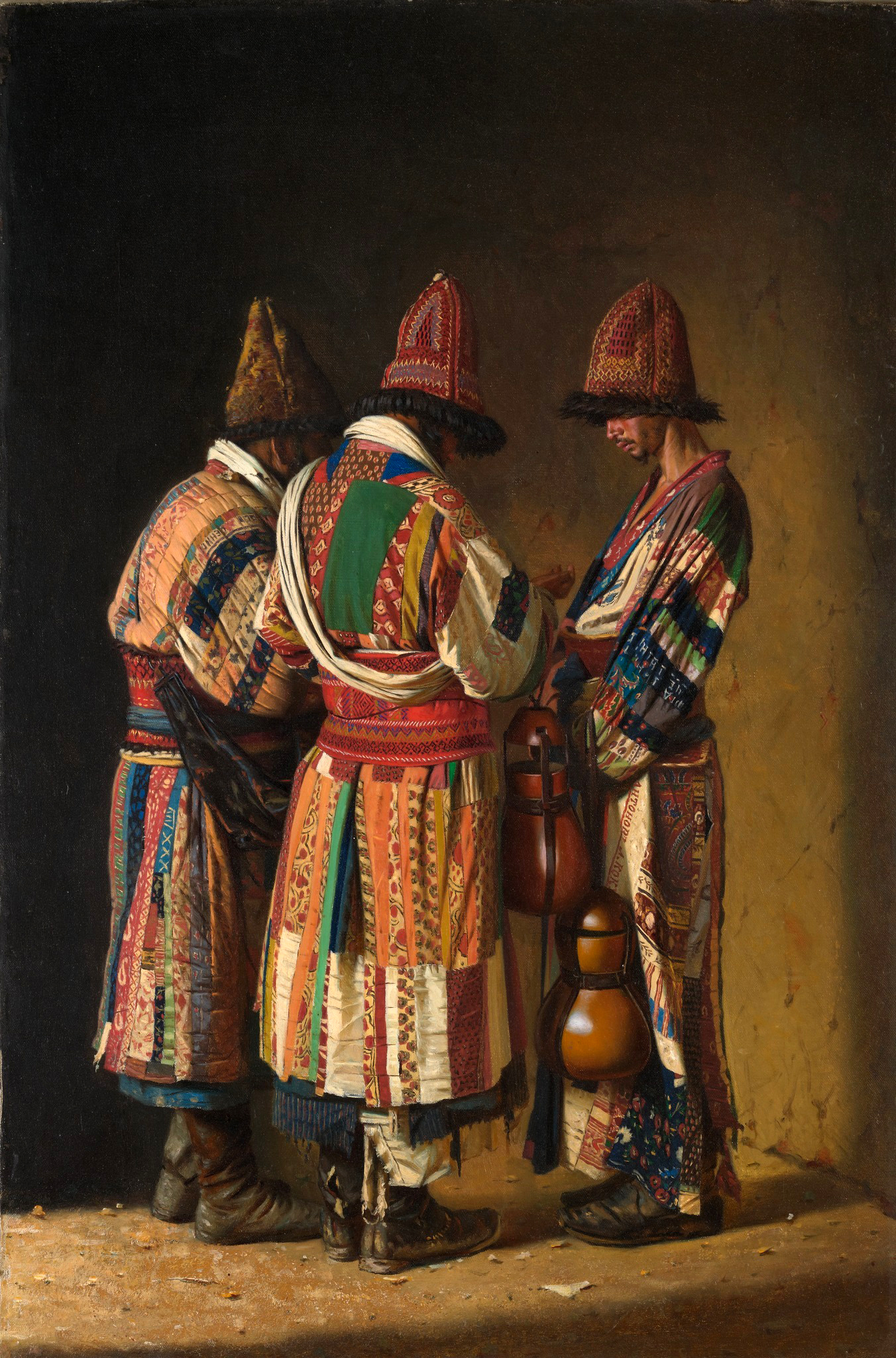
Дервіші у святковому вбранні, 1869-1870, Третьяковська галерея
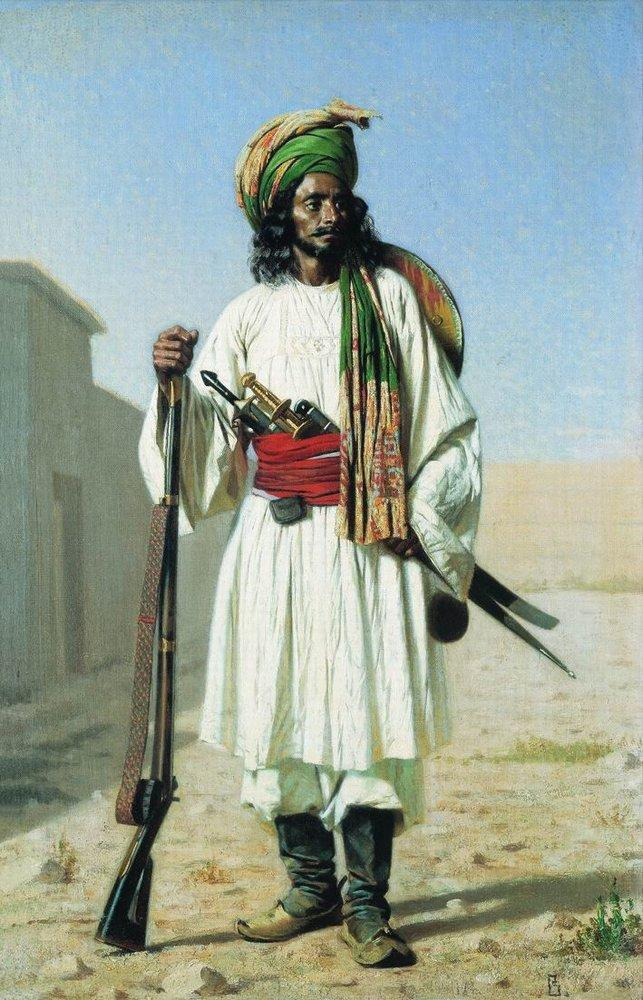
Афганець, 1867-1868
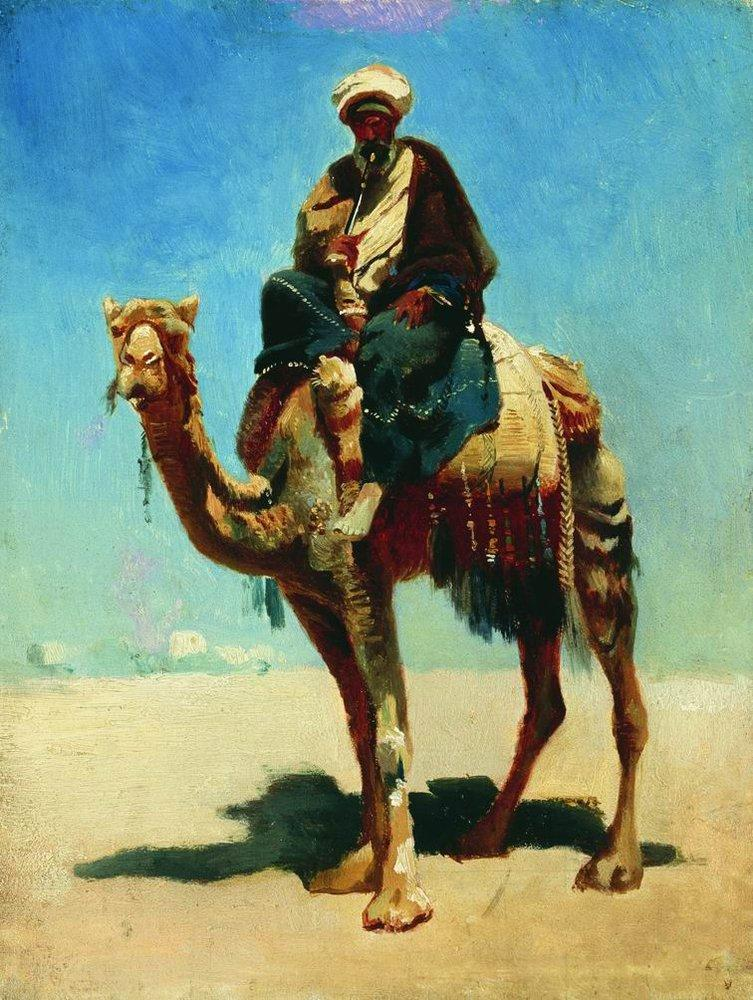
Араб на верблюді, 1869-1870
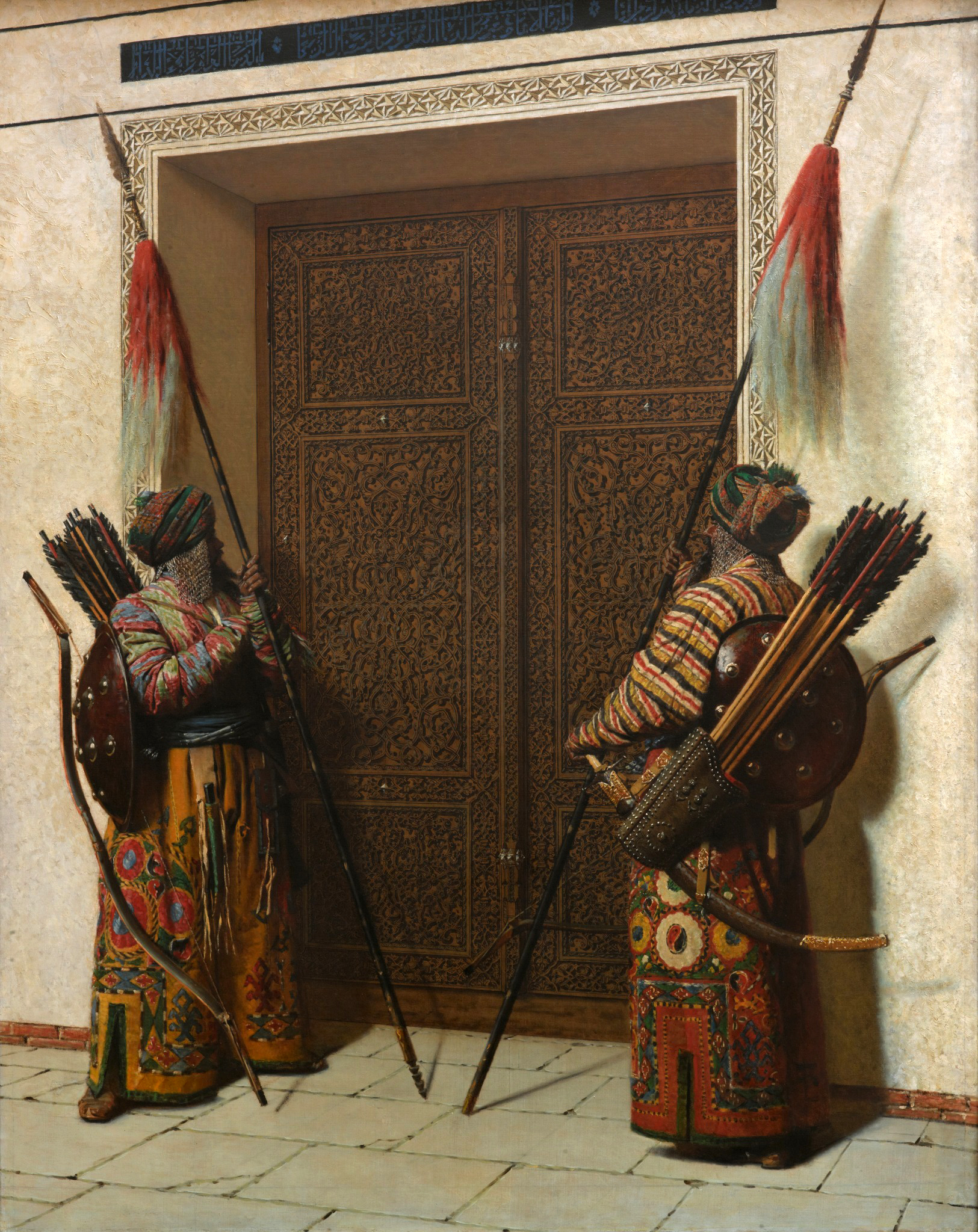
Двері Тимура (Тамерлана), 1872
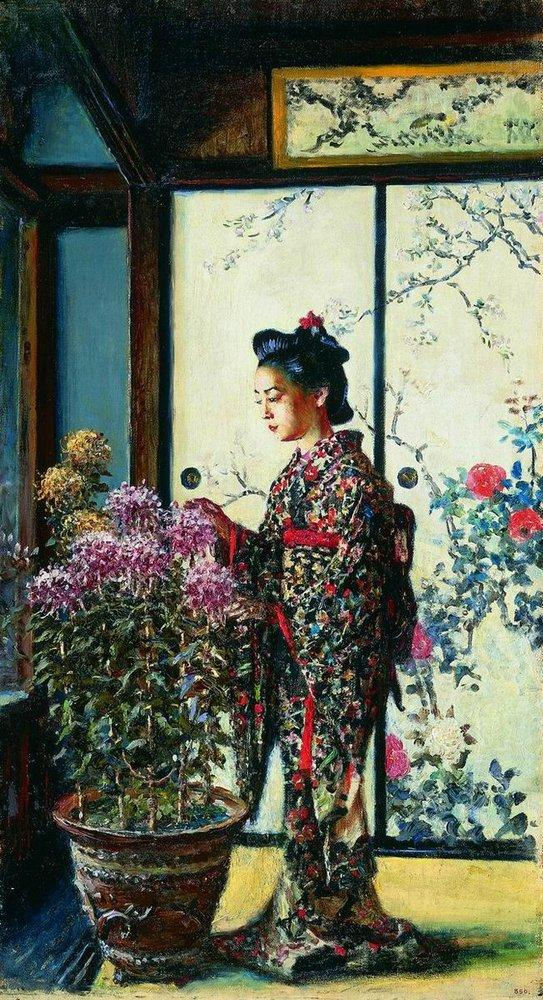
Японка, 1903
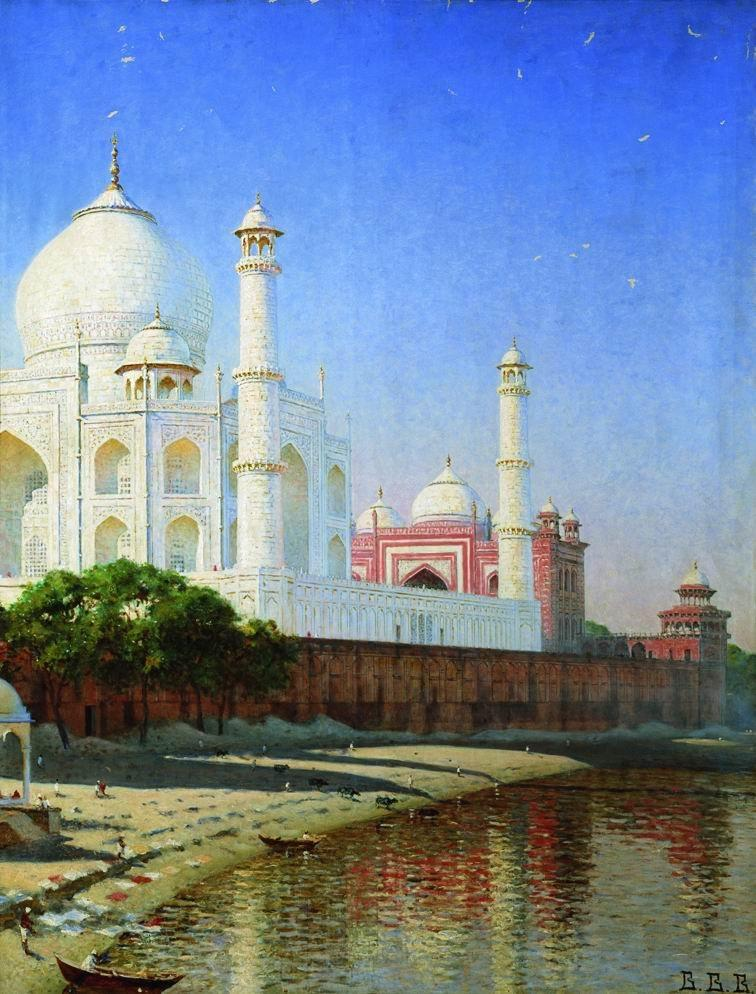
Мавзолей Тадж-Махал, 1874-1876
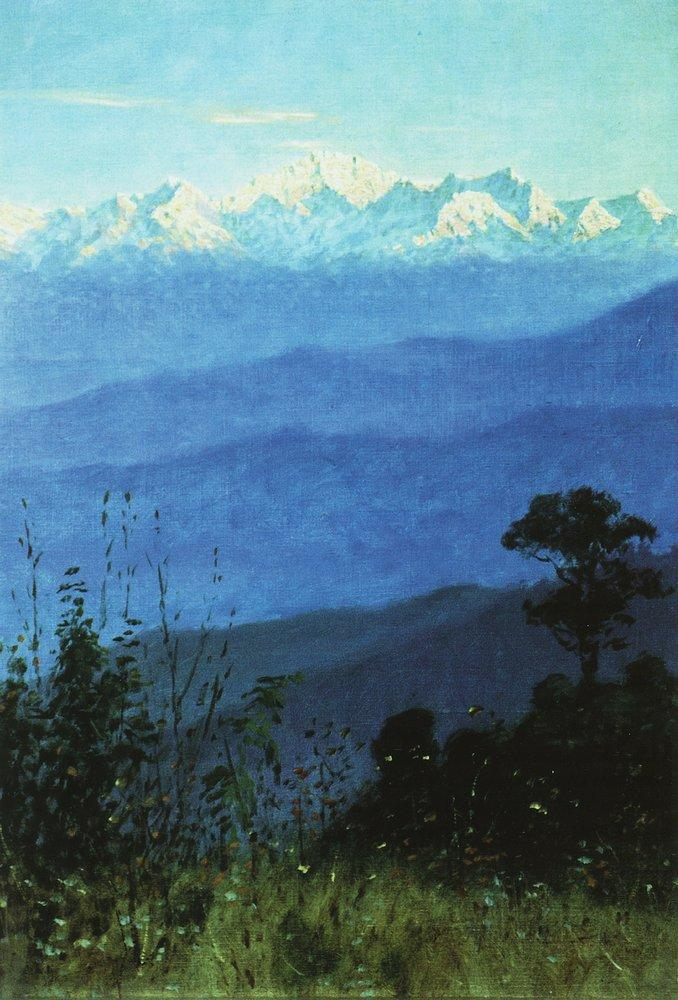
Гімалаї увечері, 1875
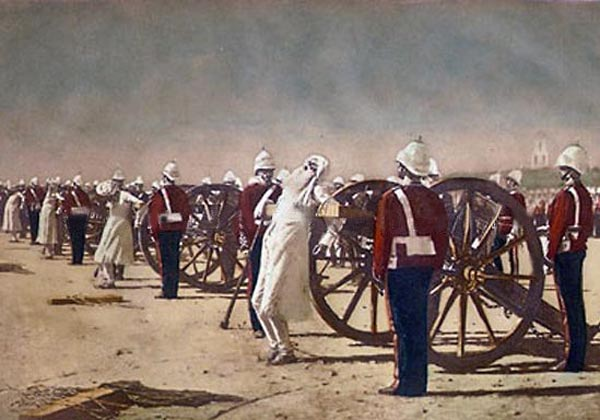
Придушення індійського повстання англійцями, 1884, ймовірно знищена
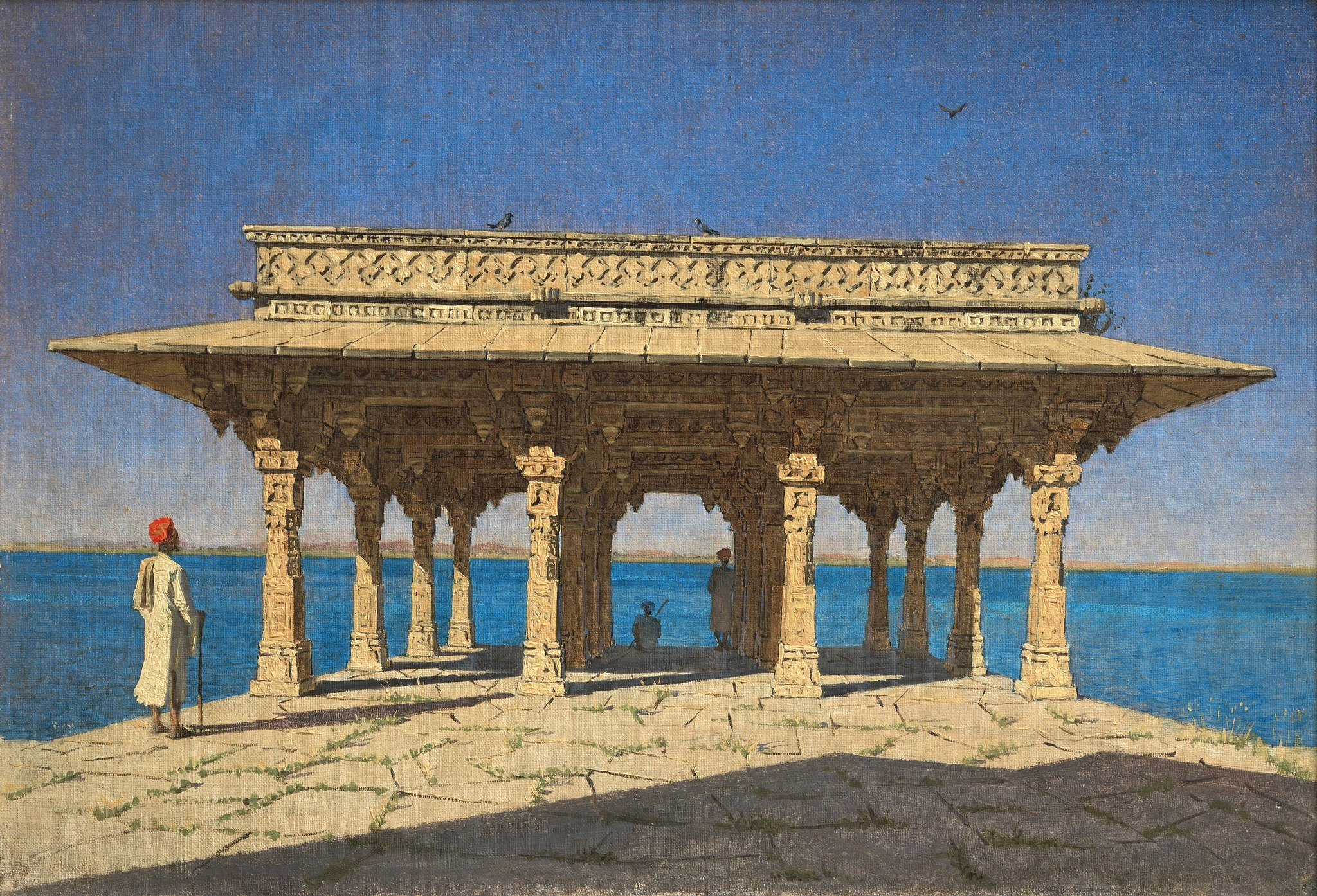
Вечір на озері. Один з павільйонів на Мармурової набережній в Раджнагарі, 1874
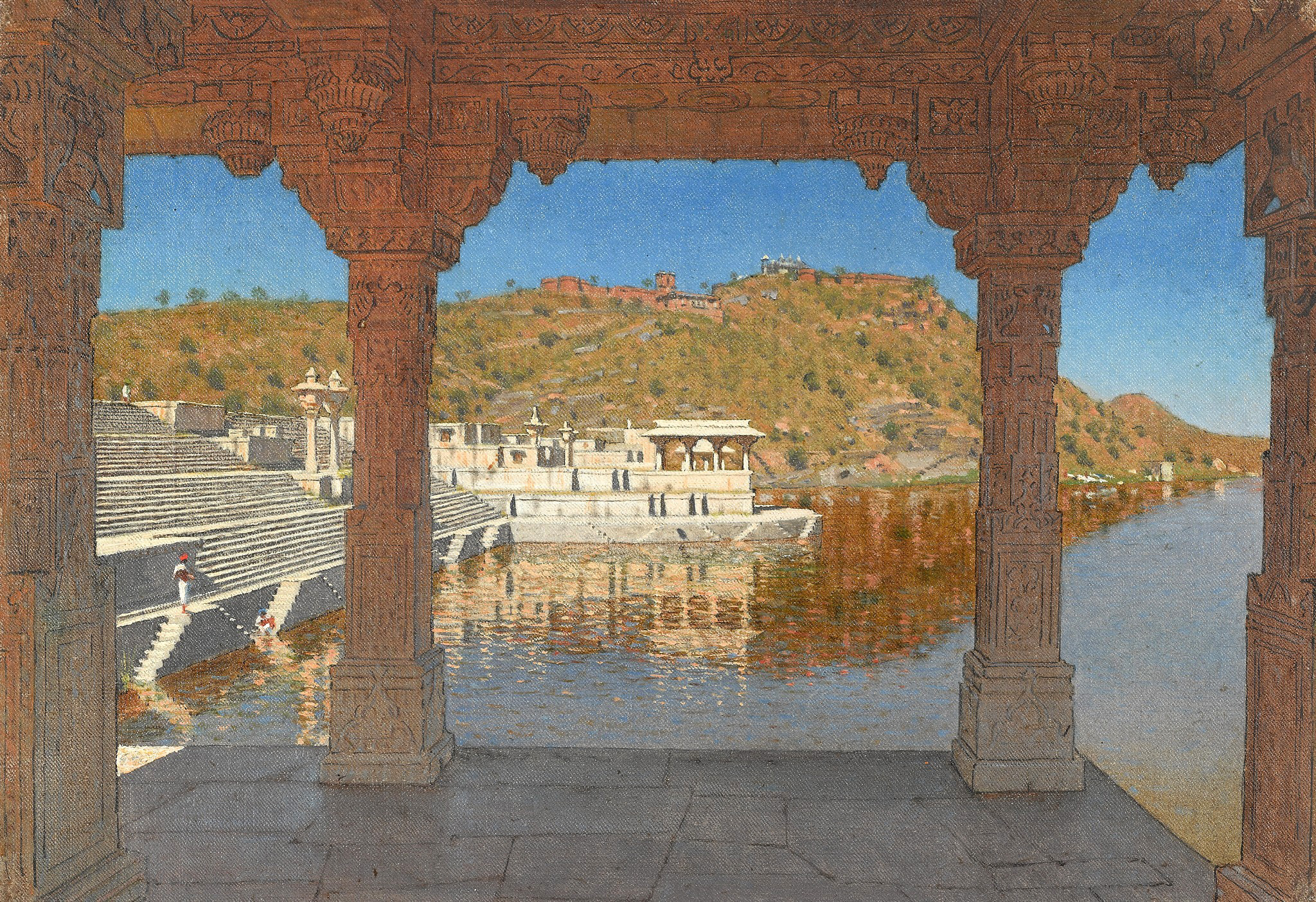
Раджнагар. Набережна на озері в Удайпурі, 1874
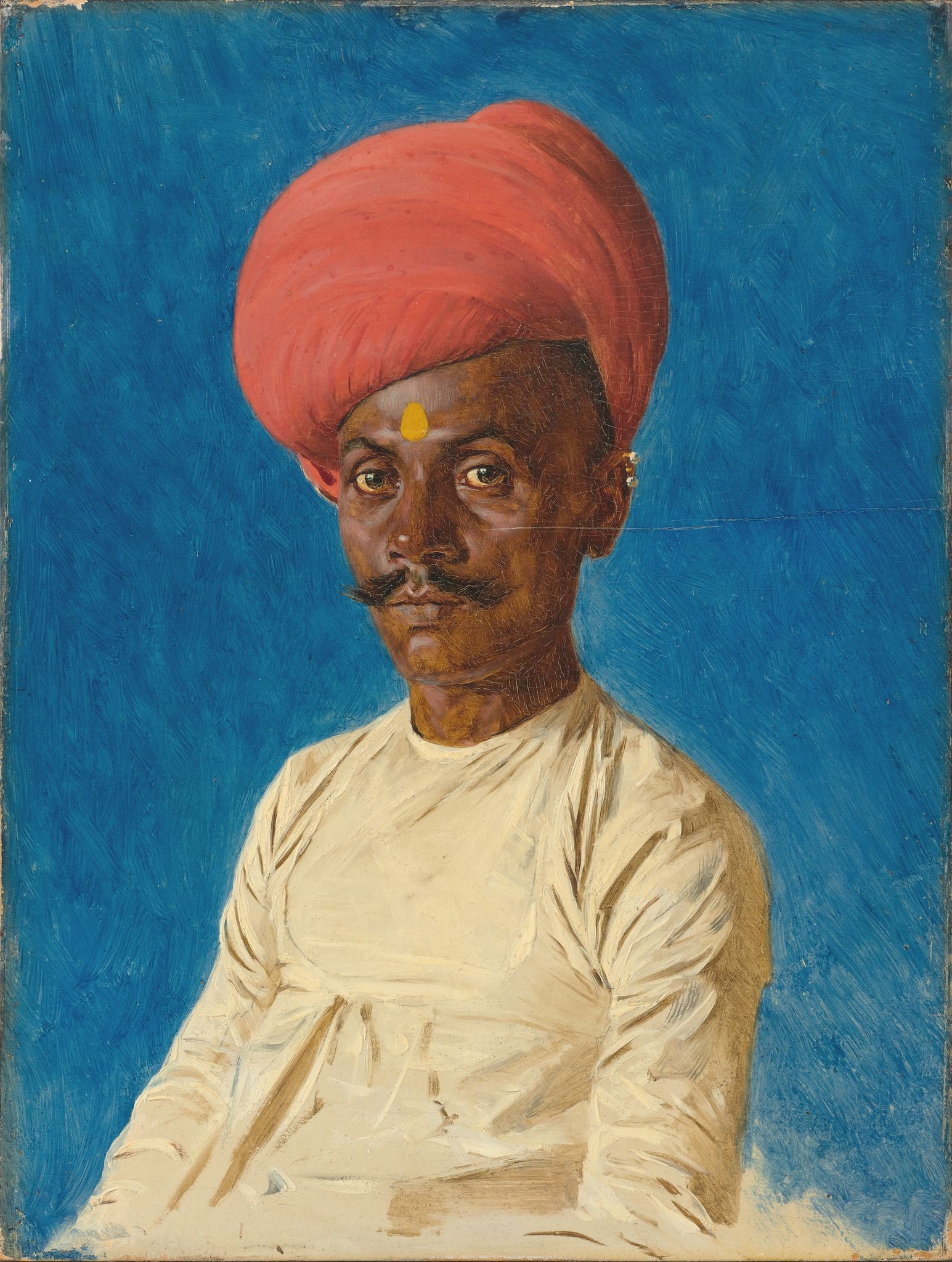
Банія (торговець). Бомбей, 1874—1876
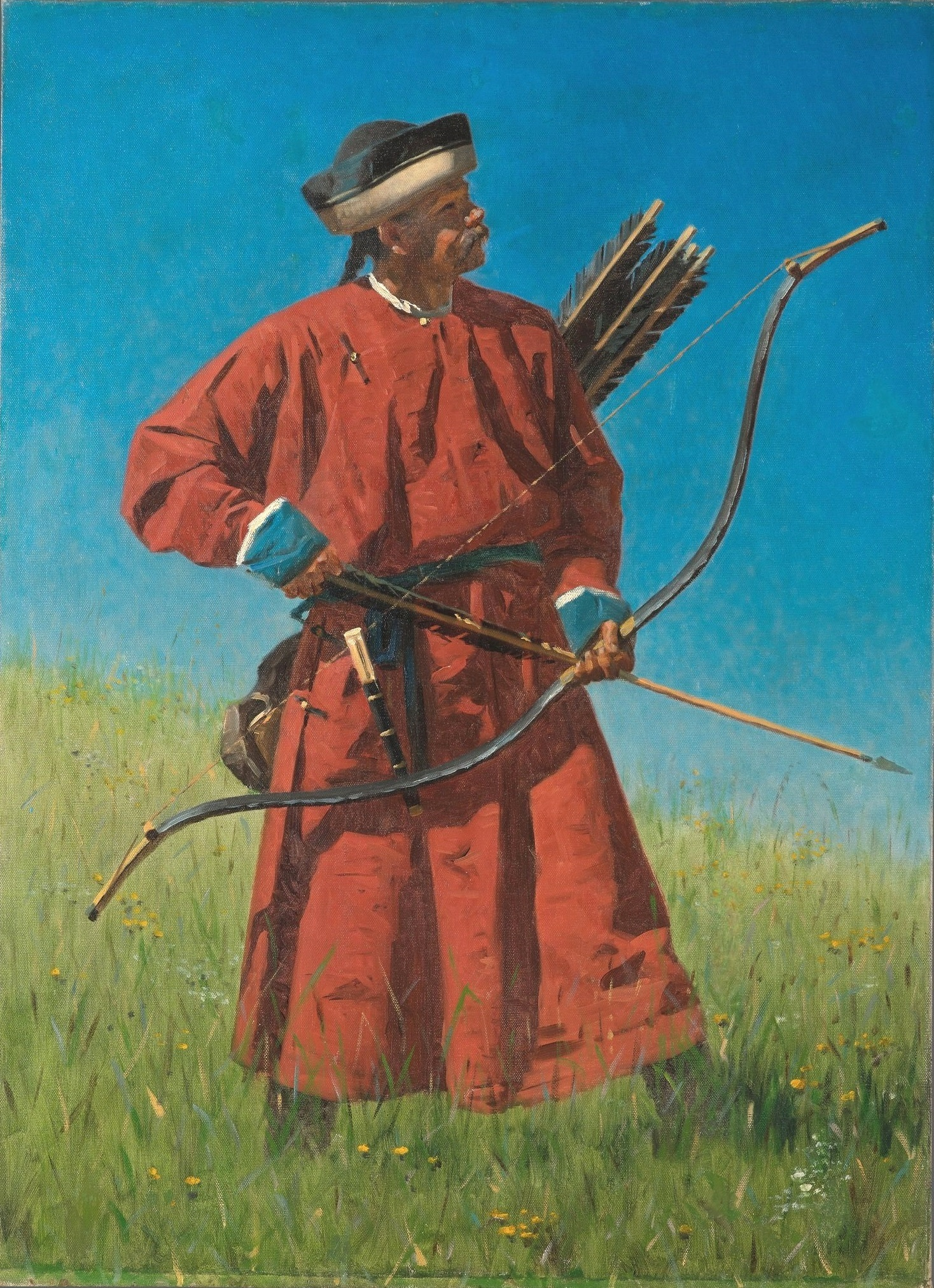
Бухарський солдат (сарбаз), 1873
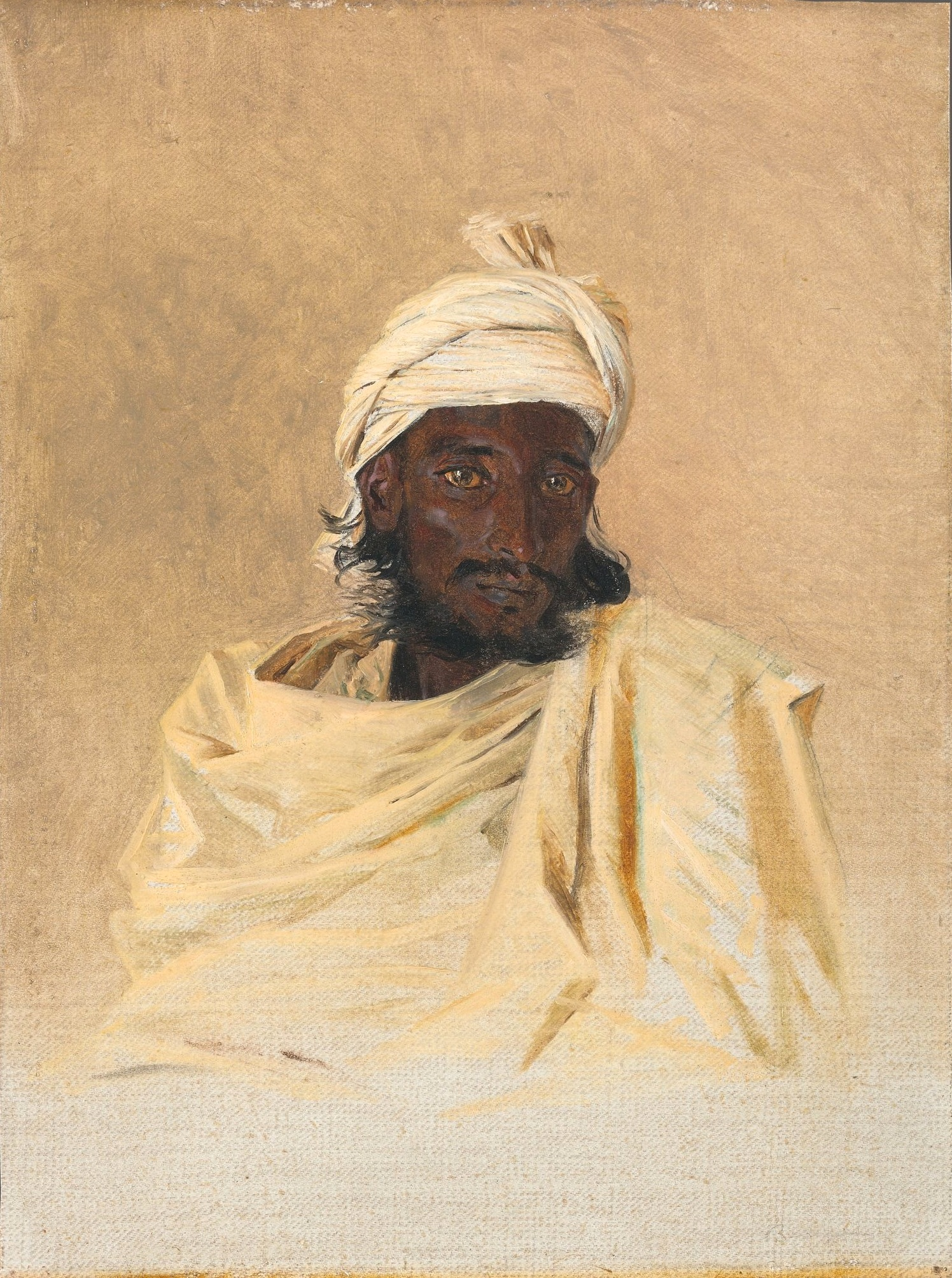
Бхіл, 1884
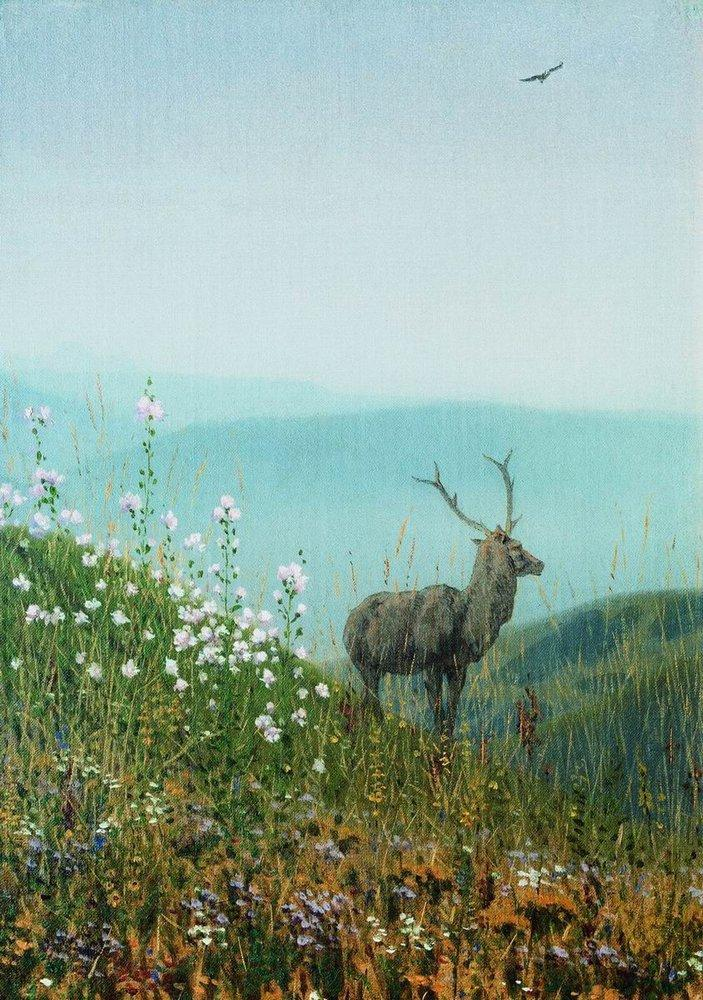
В горах Алатау. 1869-1870
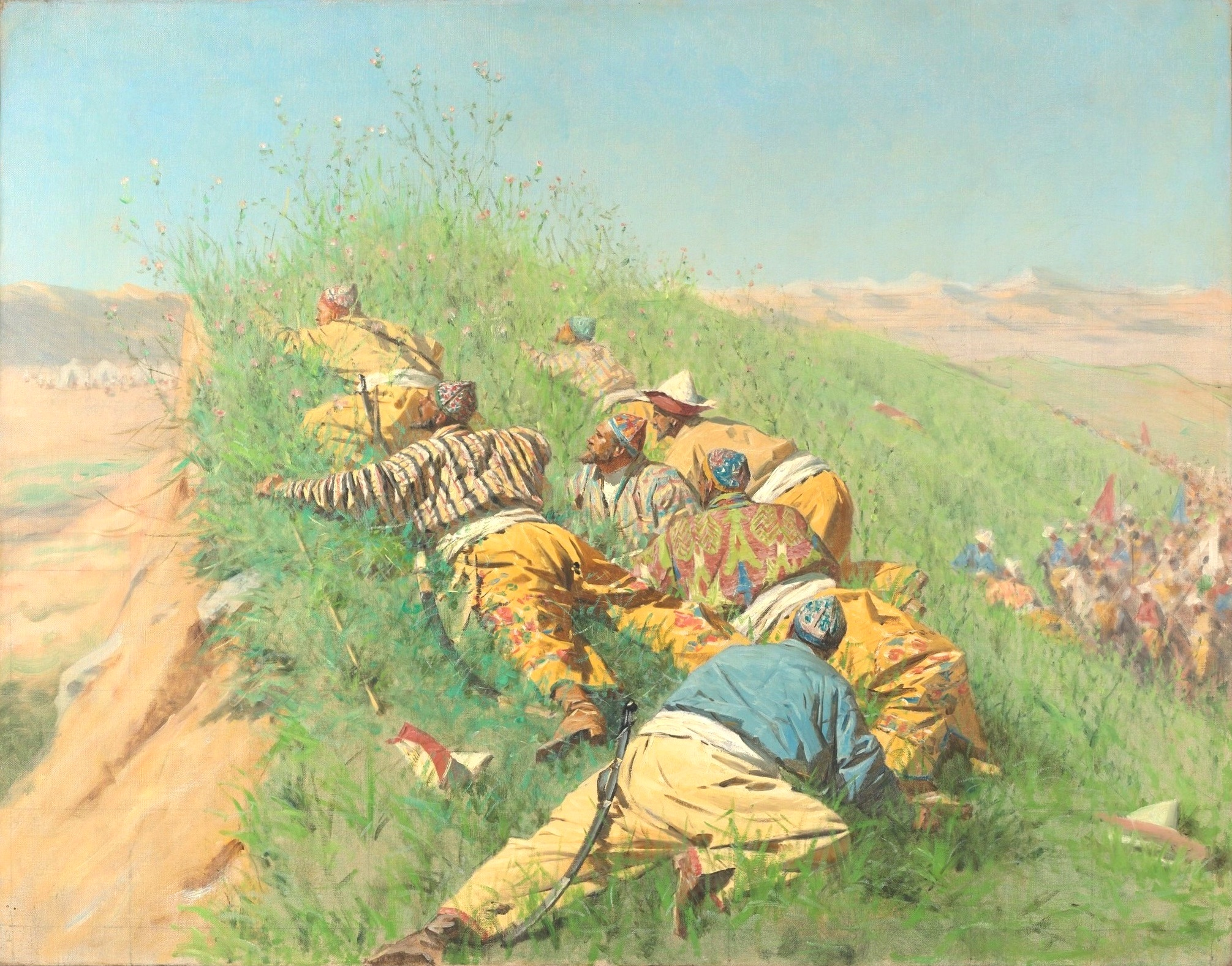
Видивляються, 1873
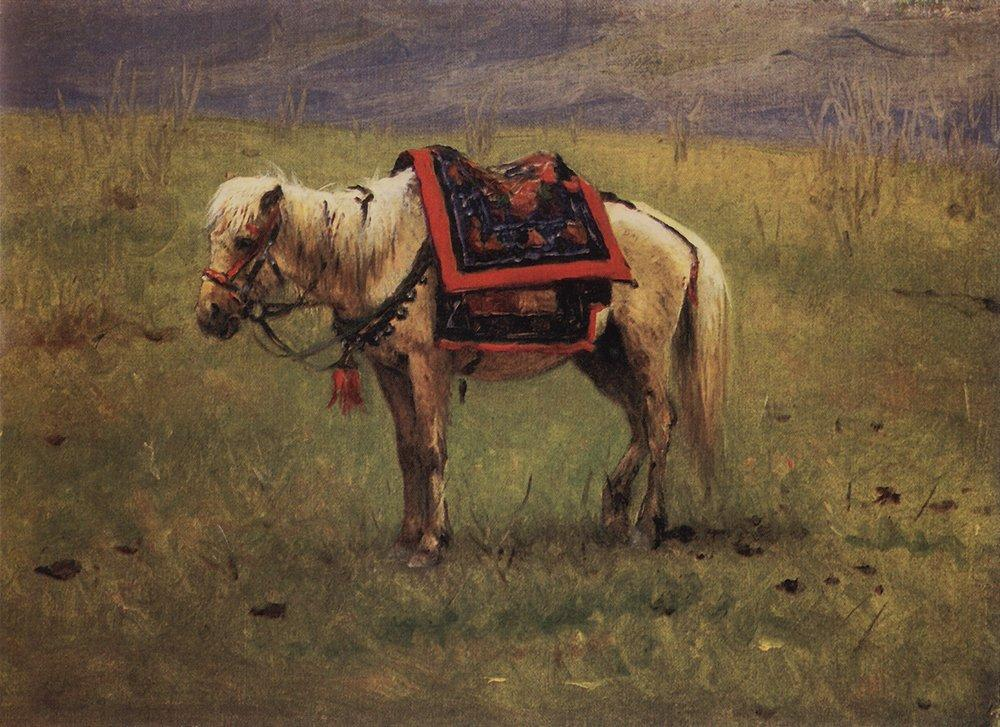
Гімалайский поні, 1875
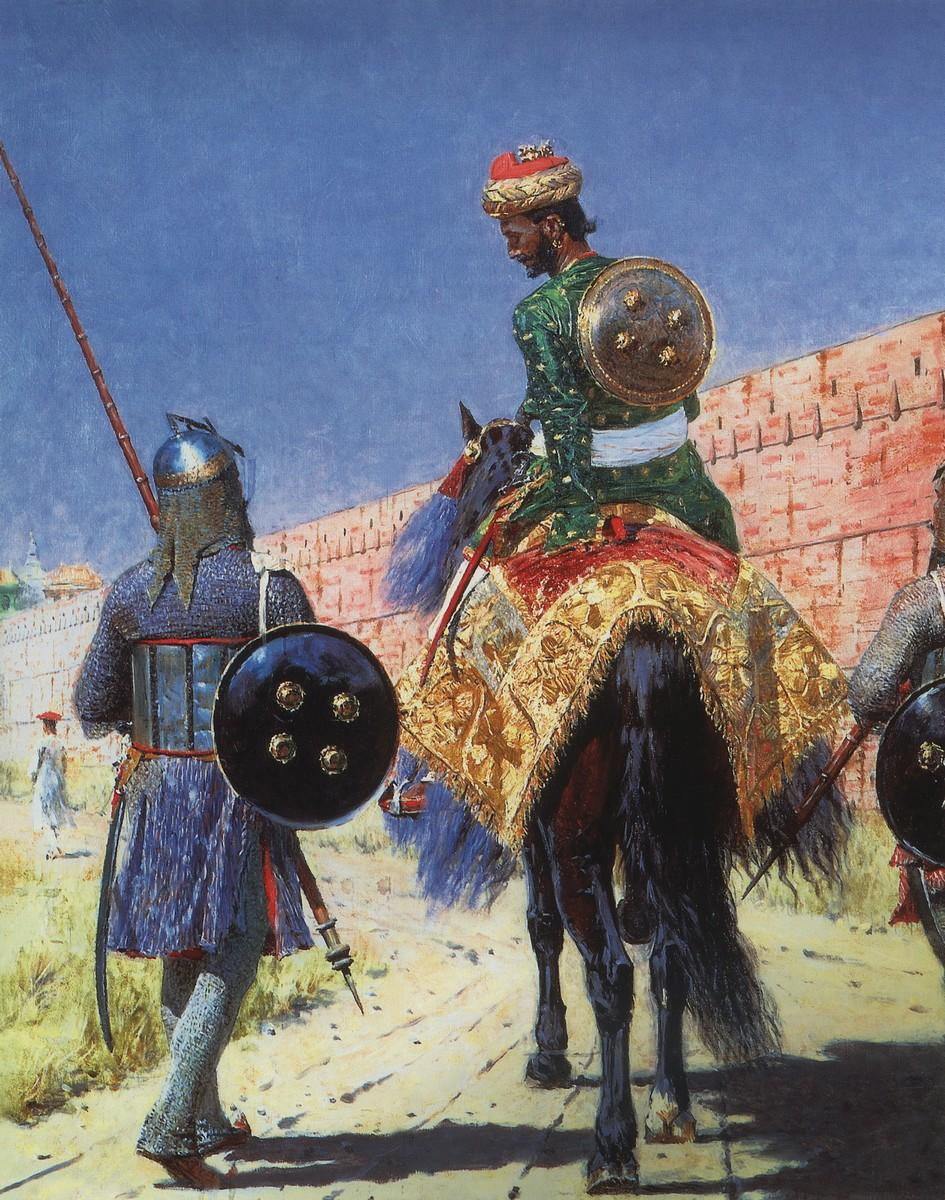
Воїн-вершник в Джайпурі, 1881
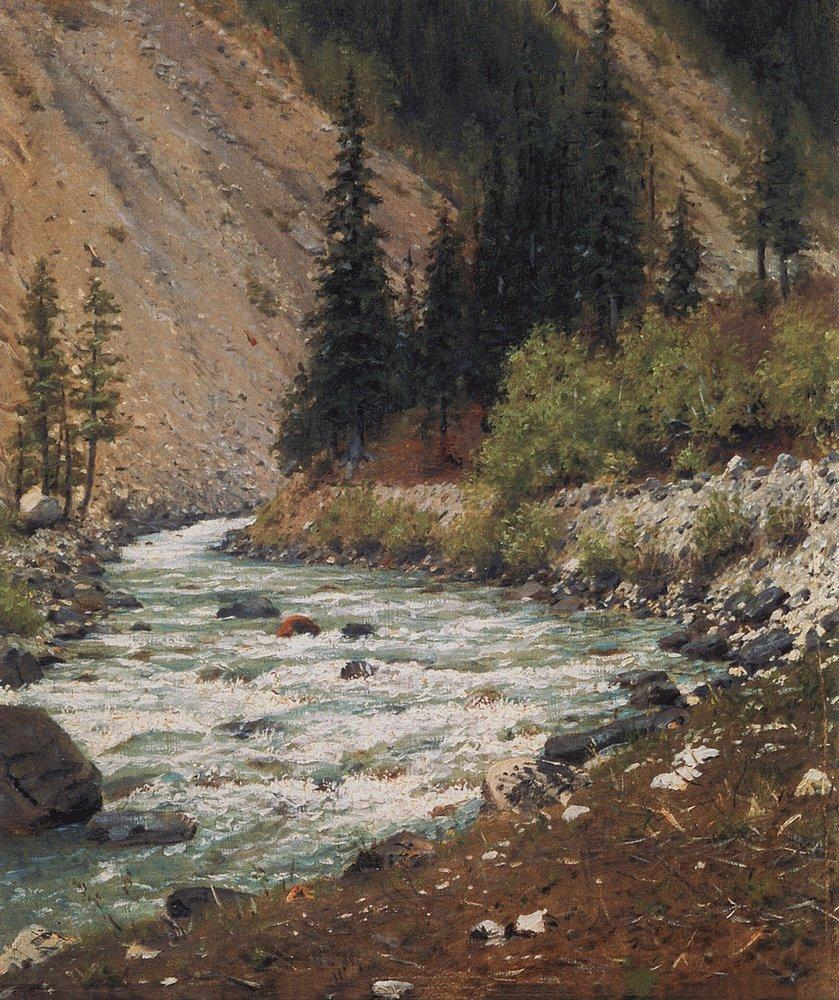
Гірський струмок в Кашмірі, 1875
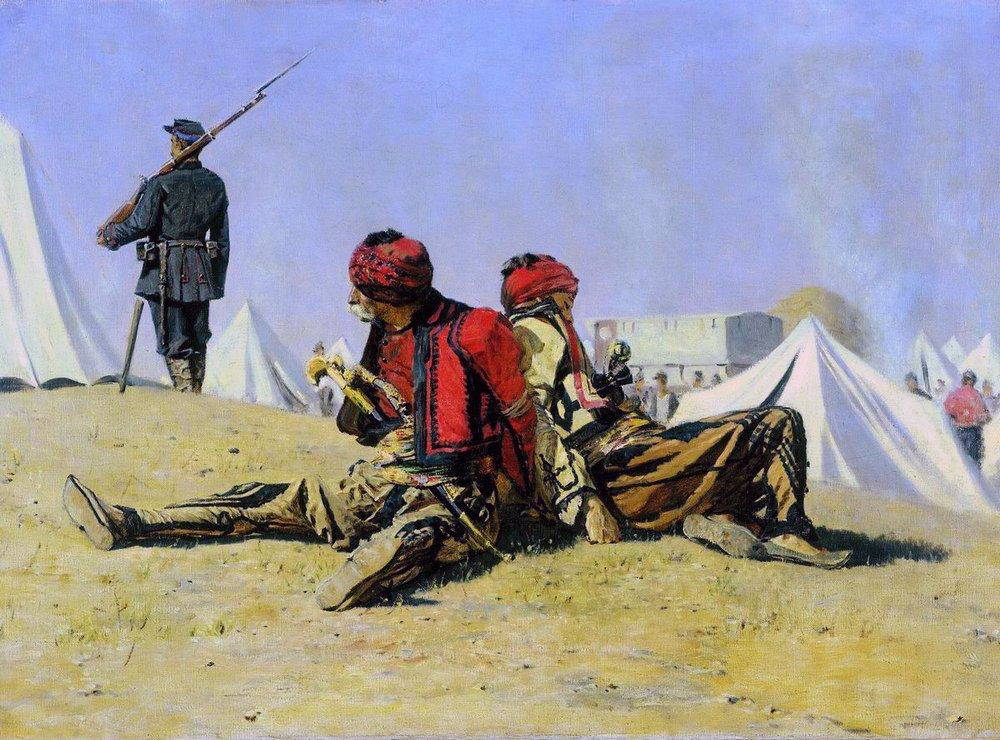
Два яструба (Башибузуки), 1878-1879
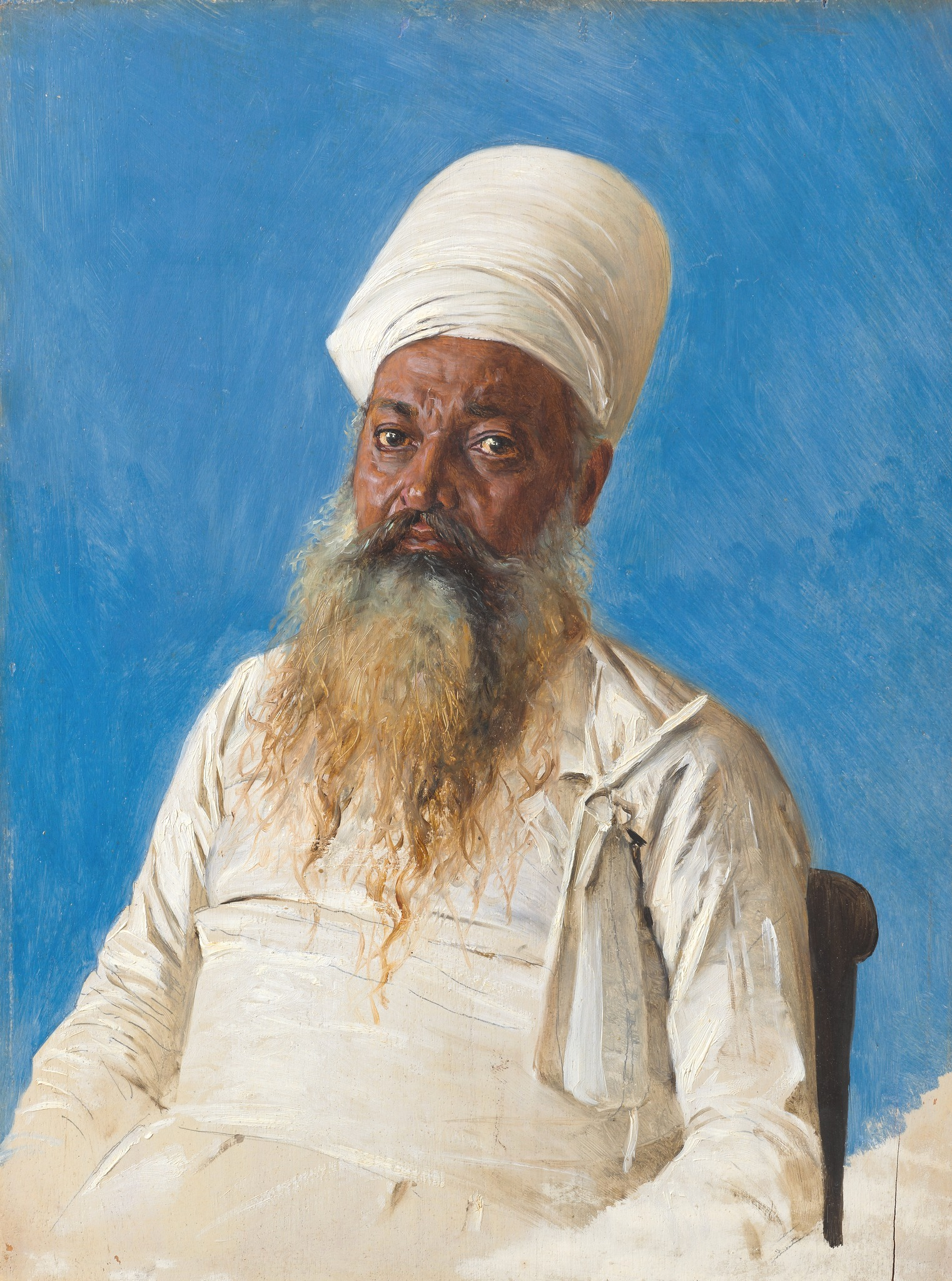
Священник парс. Бомбей, 1874-1876
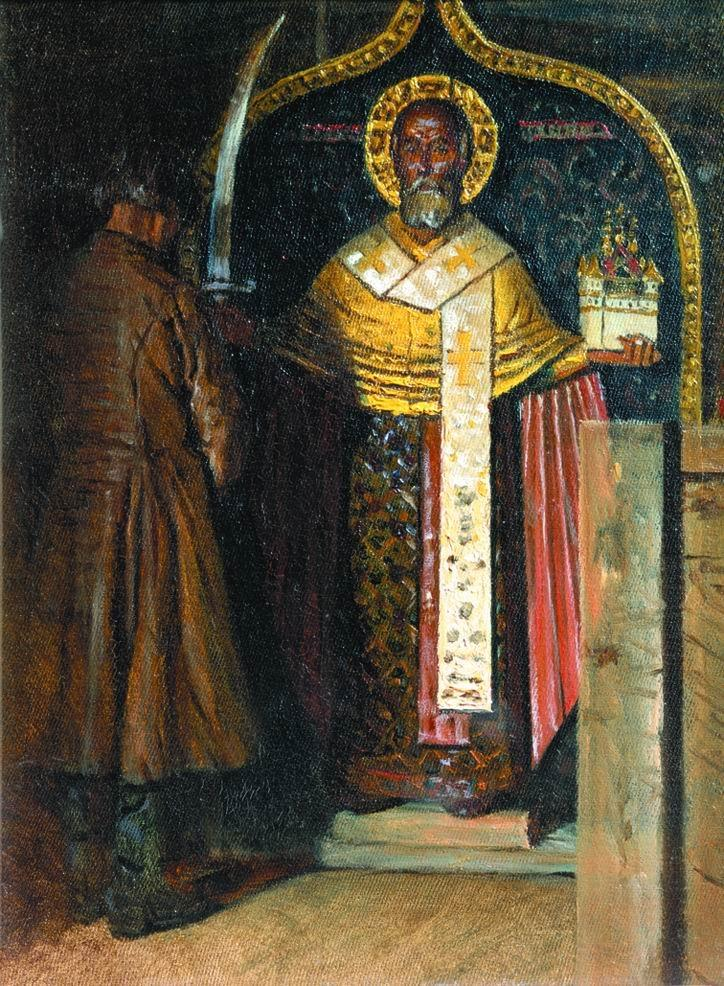
Ікона Миколи з верхів'я Пінеги, 1894
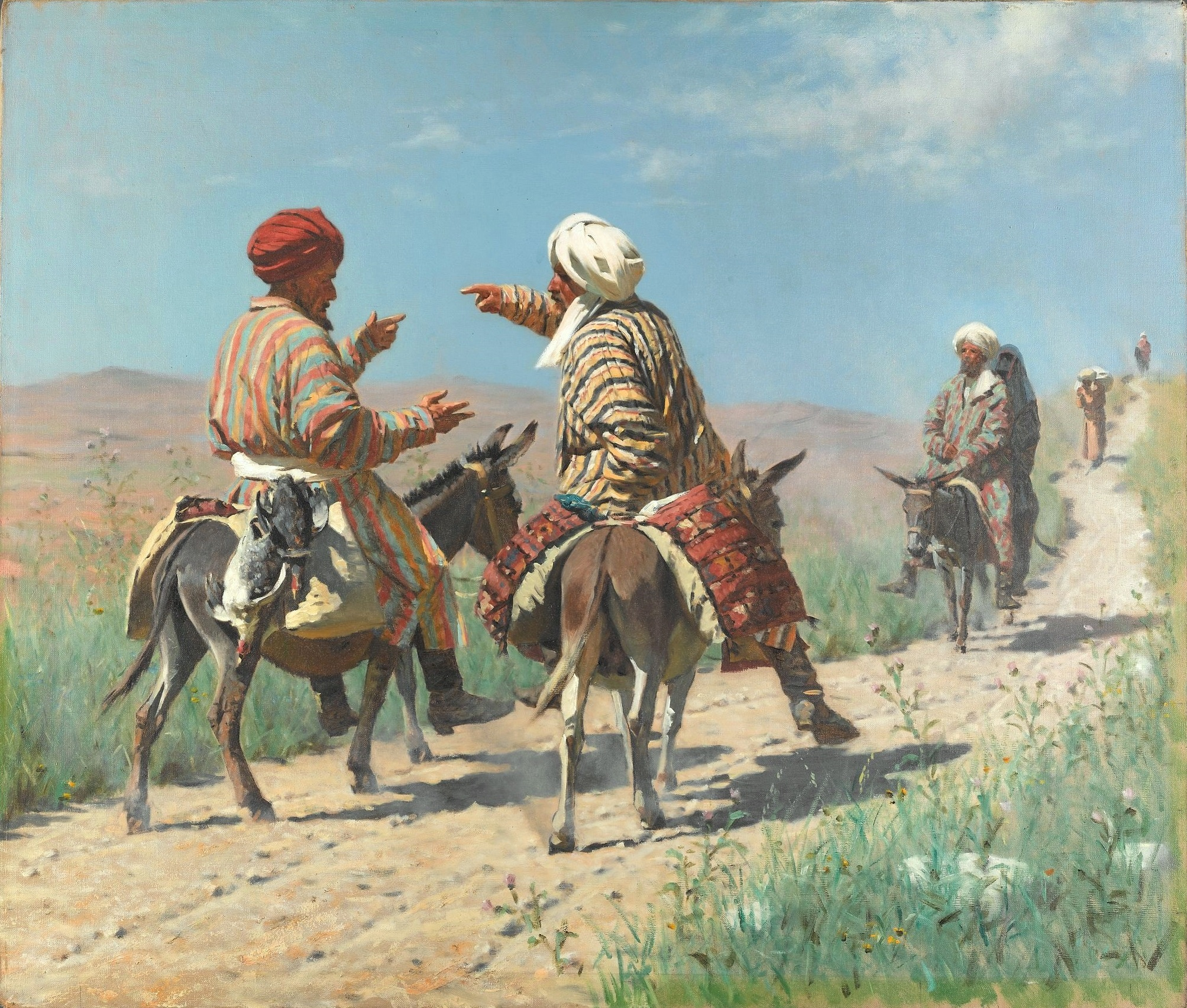
Мулла Рахім і мулла Керім по дорозі на базар сваряться, 1873
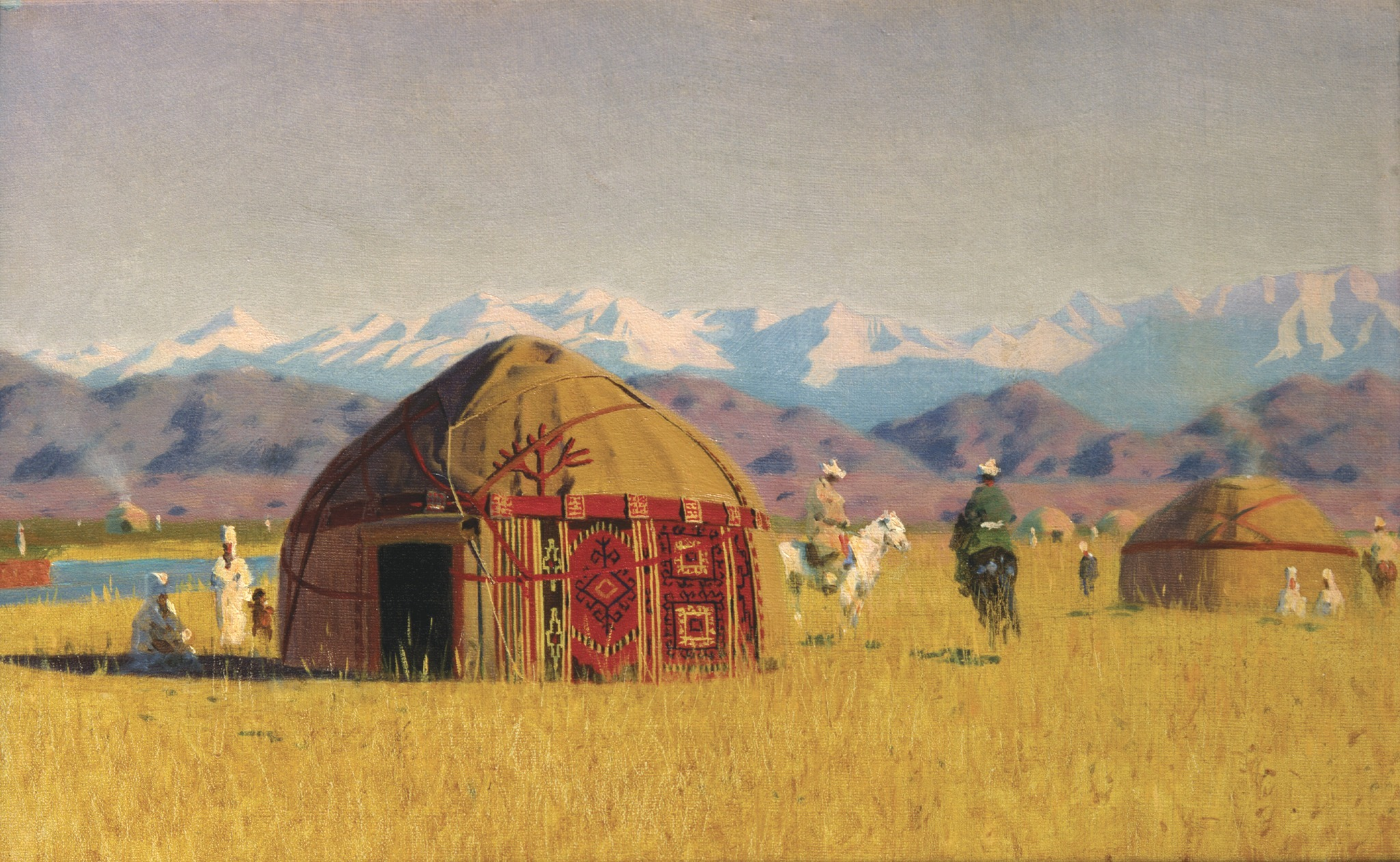
Киргизькі кибитки на річці Чу, 1869-1870
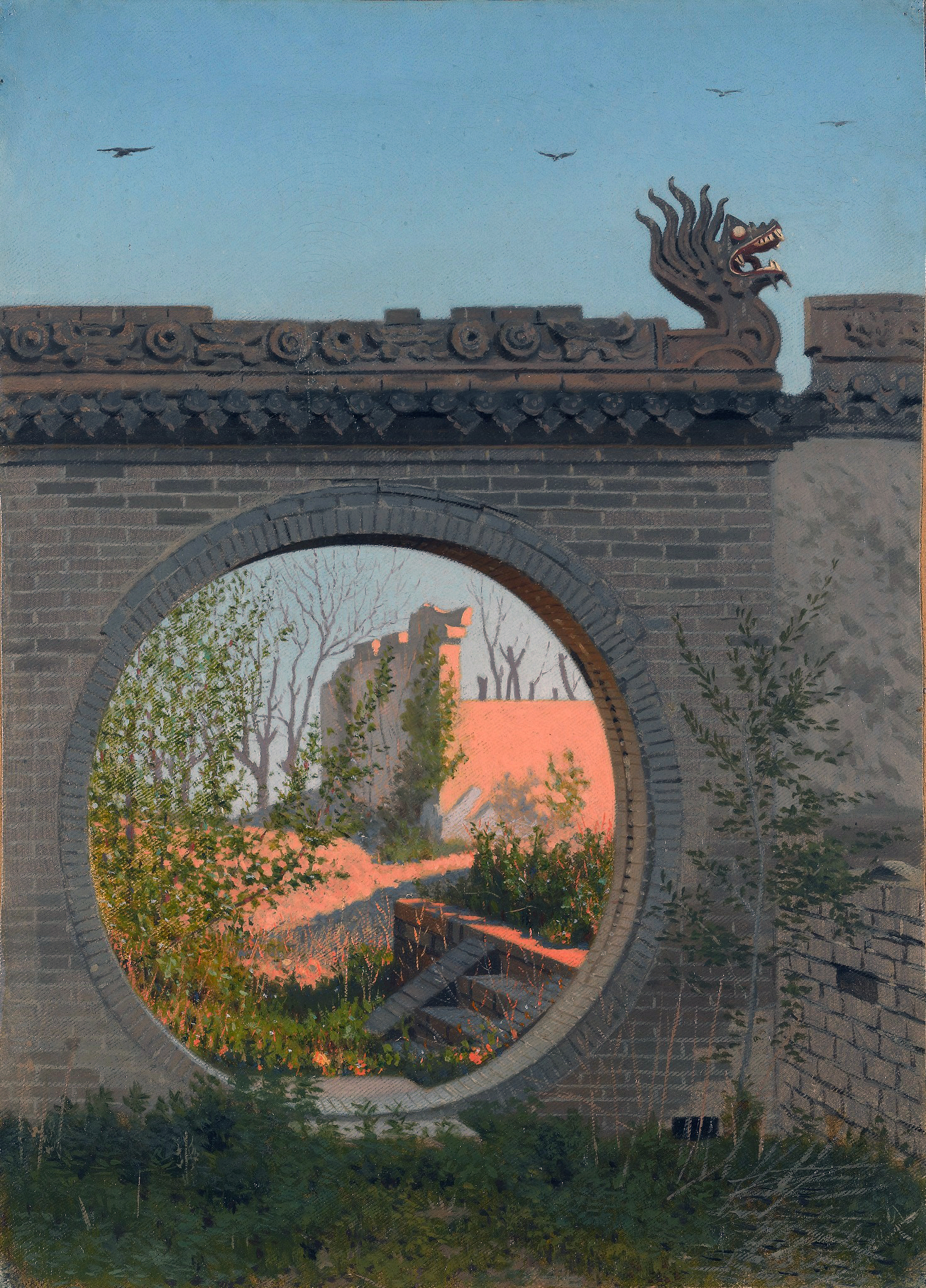
Садова хвіртка в Тачені, 1869-1870
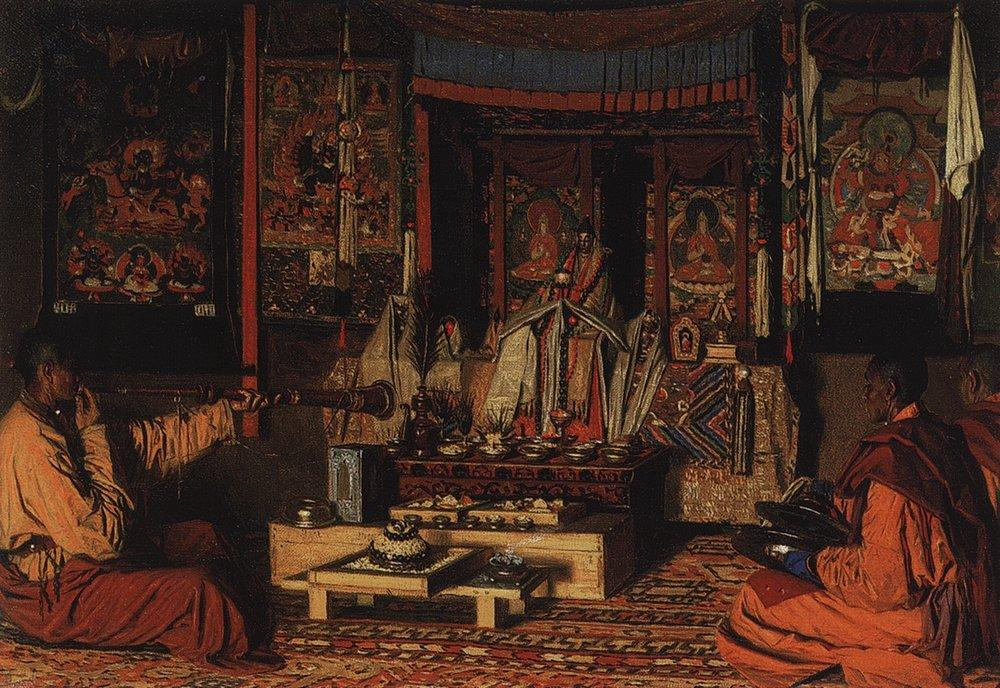
Калмицька молильня, 1869-1870
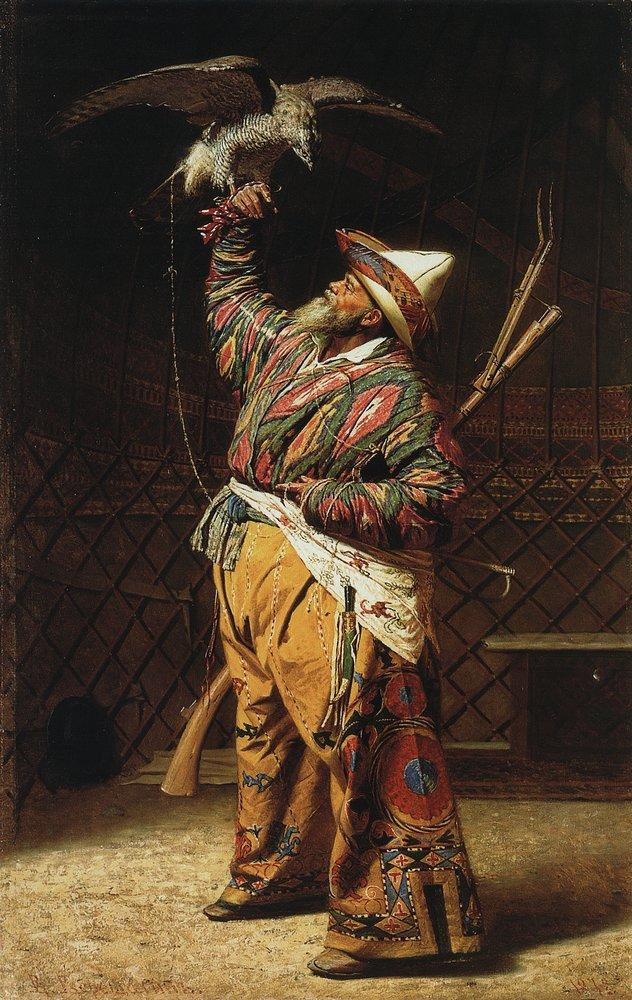
Багатий киргизький мисливець з соколом, 1871